# JR西日本225系電力動車組
225系電聯車，乃西日本旅客鐵道（JR西日本）的直流近郊型電聯車。

## 概要
225系是223系（生產於1995年至2008年）的後繼車型，於2009年9月16日公佈，預計與223型一起作為京阪神地區的主力列車，行駛「新快速」服務。本型車在設計上承繼了JR西日本成立後製造的主力車輛221型電聯車的設計方針：明亮、安靜、舒適的乘坐體驗，在安全性和車內設備上有所改進。
第一批次於2010年至2012年共生產226輛，包括東海道本線（琵琶湖線、JR京都線、JR神戶線）、山陽本線（JR神戶線）、湖西線、北陸本線、赤穗線使用的0番台（110輛），用於新快速列車，阪和線和關西空港線的關空快速和紀州路快速的5000番台（116輛）。這批車輛分別是第六代的新快速列車，以及關空快速和紀州路快速的第二代列車，並於2010年10月23日在神戶站和大阪站，以及10月24日在天王寺站和京都站公開。獲得日本產業設計振興會2011年度優良設計獎
第二批次車製造於2016年至2017年。100番台（24 輛）是0番台的小改進版本，5100番台（122輛）是5000番台的小改版。第三批次車於2020年生產，共144輛100番台。

## 構造
主要以第一批次車輛說明，最後說明第二與第三批次車的變化。

### 車體

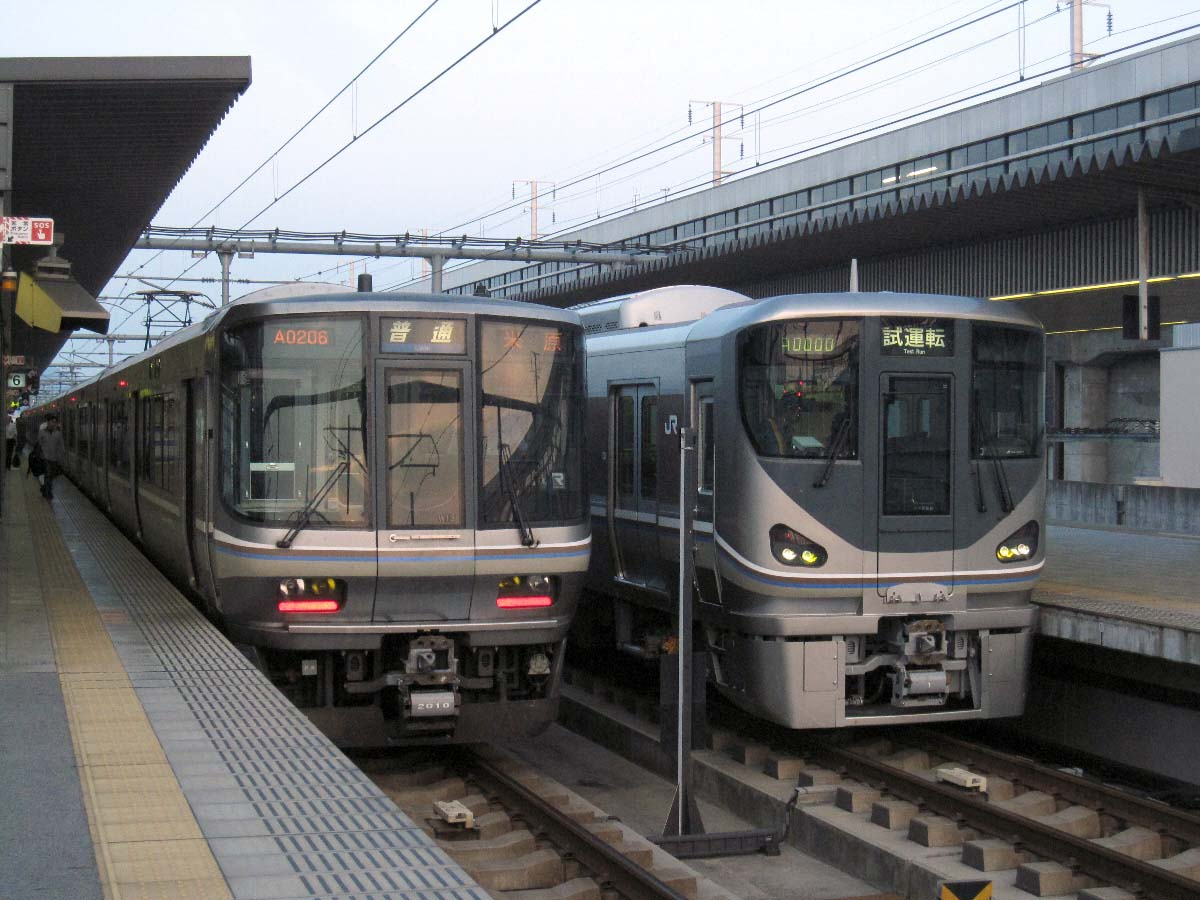
223系（左）與225系（右）（2010年8月20日 姫路站）

車身長度為19,570 / 19,500mm（先頭車/中間車），車身寬度為2,950mm，車身兩側各有三扇雙開門。編組全為動力車，以標準化車輛結構降低成本。車身截面設計採用321系列之後的新標準橫截面。車身以不銹鋼為主，僅駕駛室使用高耐候軋鋼，外側鋼板厚度一般為2mm，但駕駛室為4.5mm。此外考慮到控制成本，允許各家製造商的施工方法與某些細節稍做更動（例如近畿汽車製造的車輛有台階，但川崎重工製造的沒有台階；川崎重工車輛使用名為 efACE 的車身結構）。

本型車也是JR西日本的車輛中，首先採用碰撞緩衝設計的。車頭前部時發生碰撞時，比駕駛座周圍區域相對較弱的前部上部優先變型以吸收撞擊力，降低對乘客座位部分的衝擊和車廂的變形。因此本型車端面形狀與223系列有很大不同，幾乎沒有傾斜面，但也採取了隧道微壓力波的措施。此外也還有其它構造吸收或是導引衝擊力，針對側面碰撞則採用車頂、側板、底盤一體化的環形結構。
前端的玻璃周圍採深灰色塗裝，大燈與霧燈採用HID（2020年後生產的車輛使用LED）。其它塗裝與223系相同，0番台和100番台在車身側面和正面有白色、棕色、藍色和淺棕色的條帶，車窗有寬的棕色條帶。5000番台和5100番台車身側面有白藍相間的色帶，車窗周圍是寬的灰色帶；色帶並未繞到端面。側窗改為兩端小窗，中間大窗（但按座位有橫梁隔開）。這種車窗佈局也被後來生產的227系和521系100番台，以及323系使用。

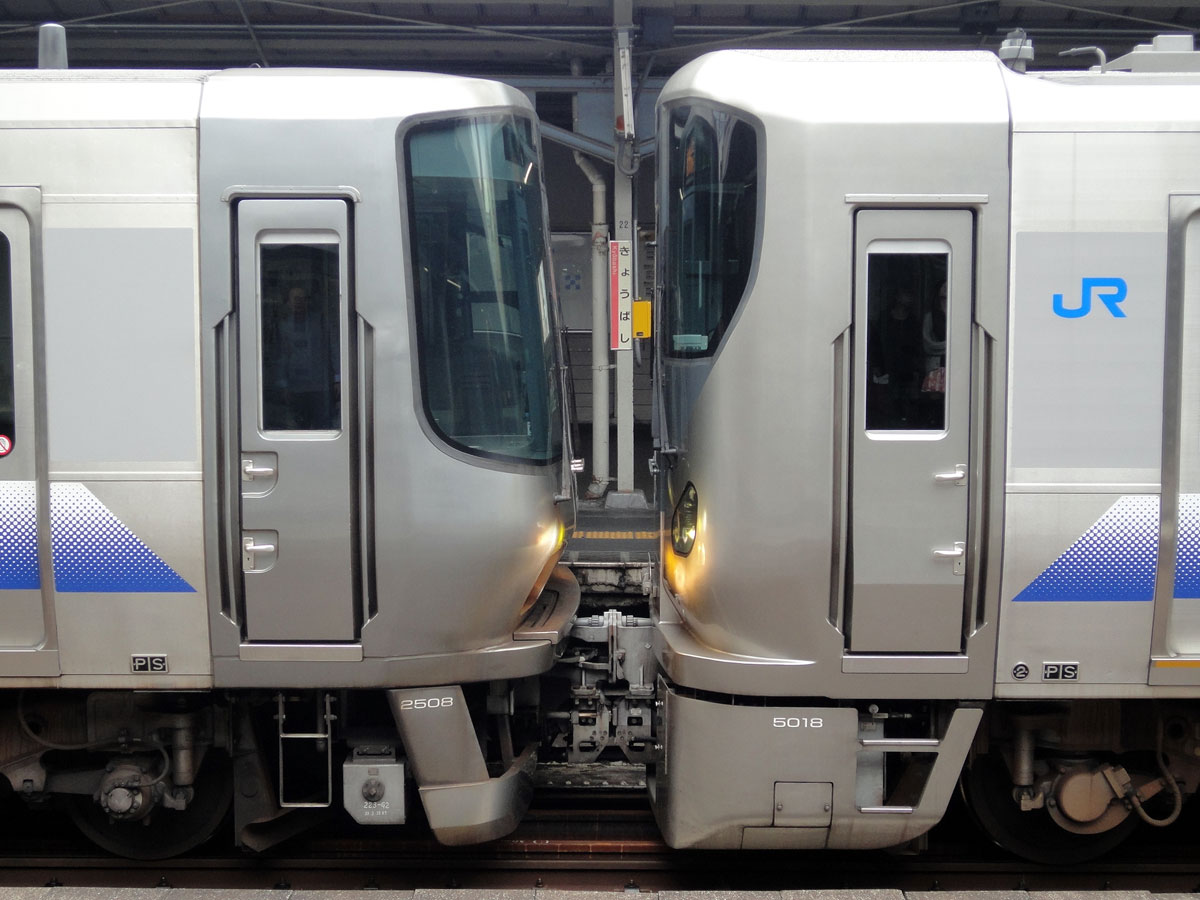
223系（左）、225系（右）併聯
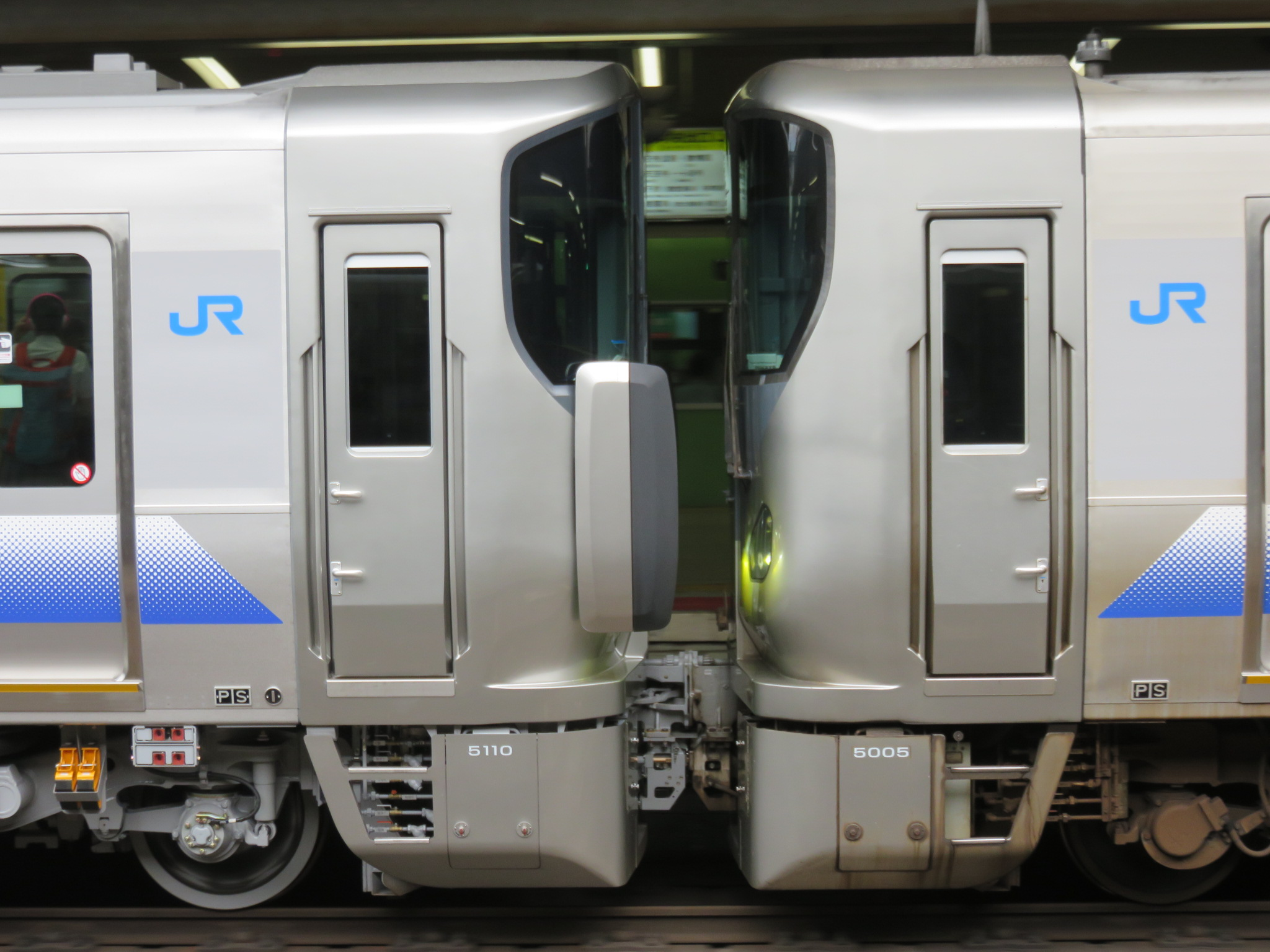
225系第一批次車（右）與第二批次車（左）併聯
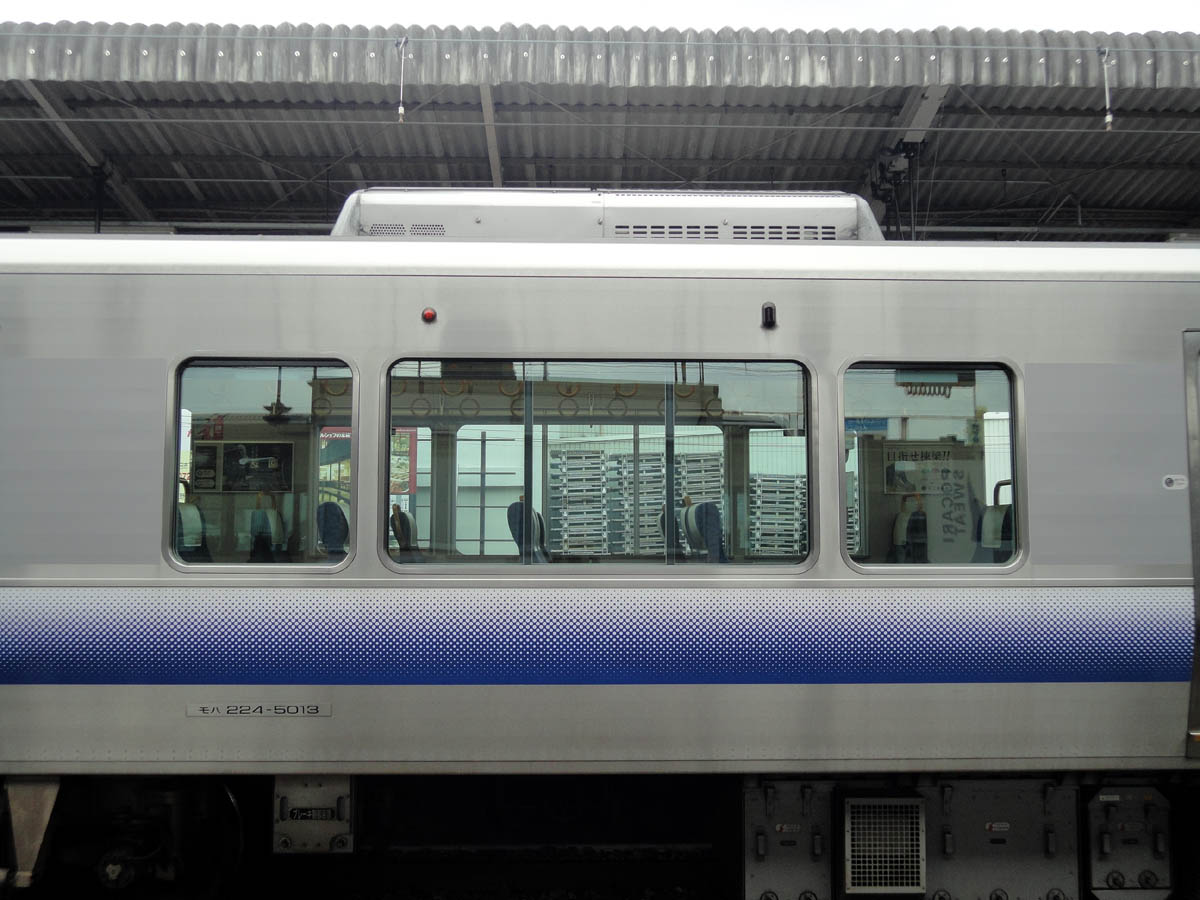
側窗
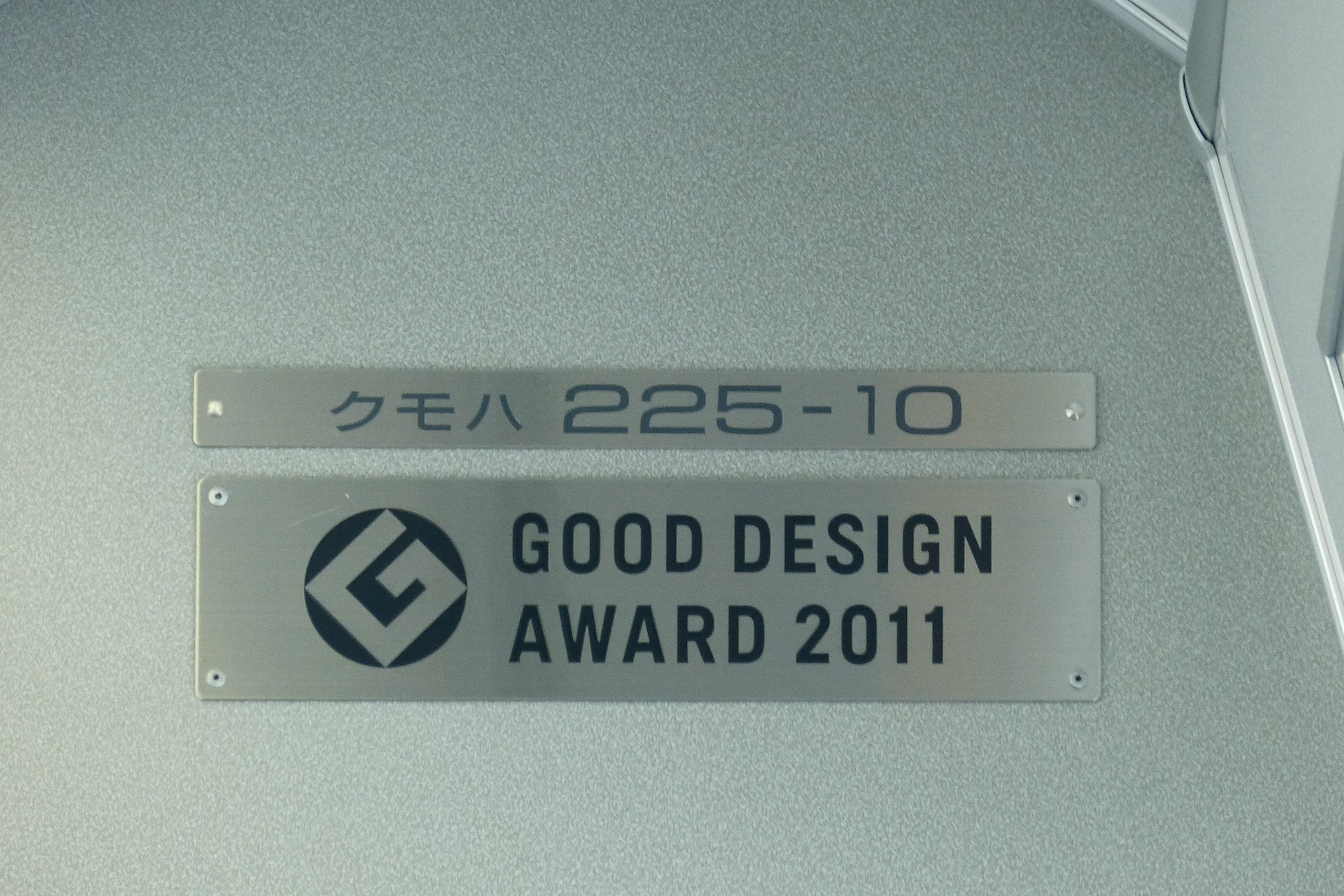
225系車內，2011年「優良設計獎」紀念銘牌
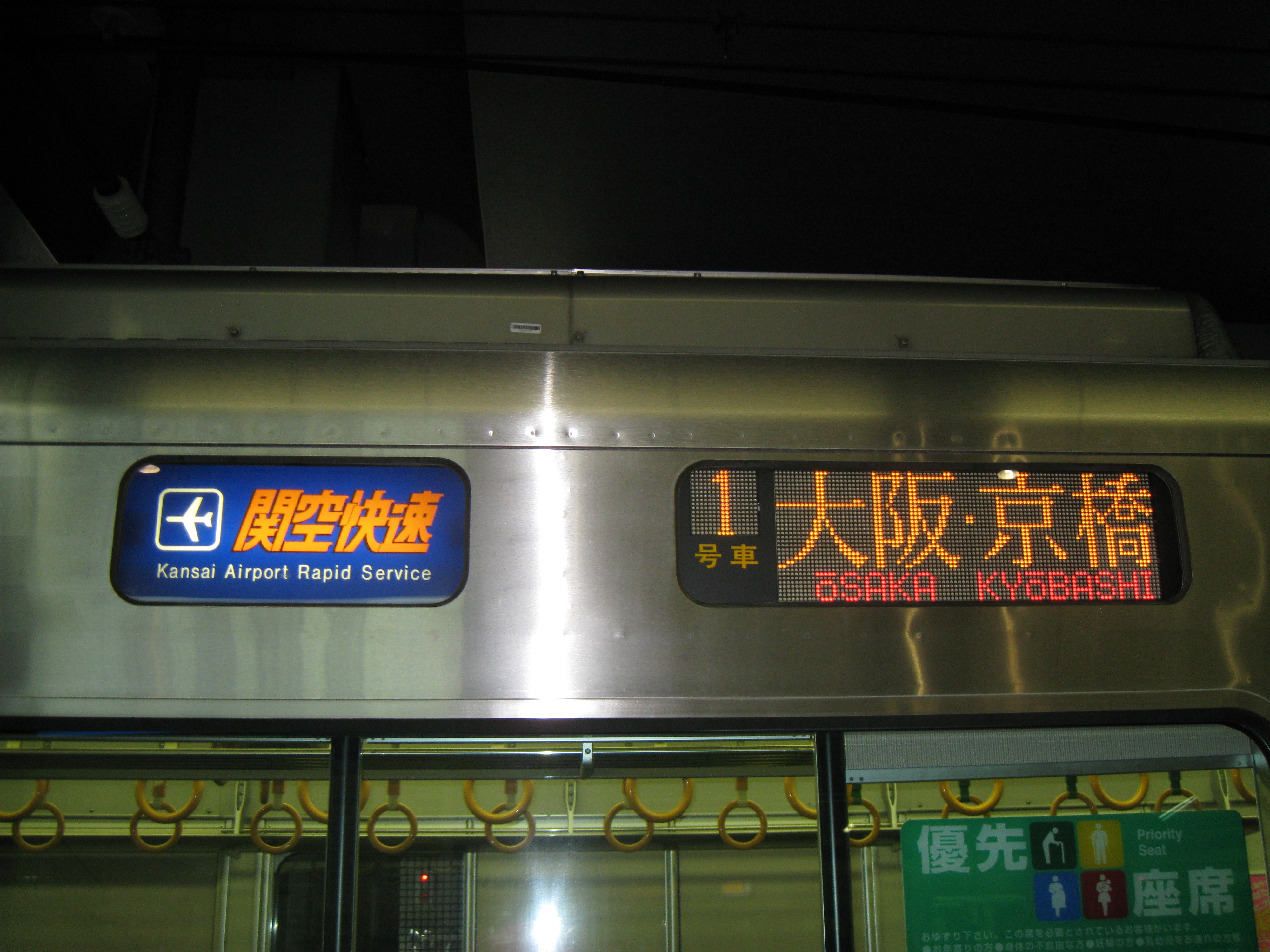
225系5000番台的車種與終點表示器
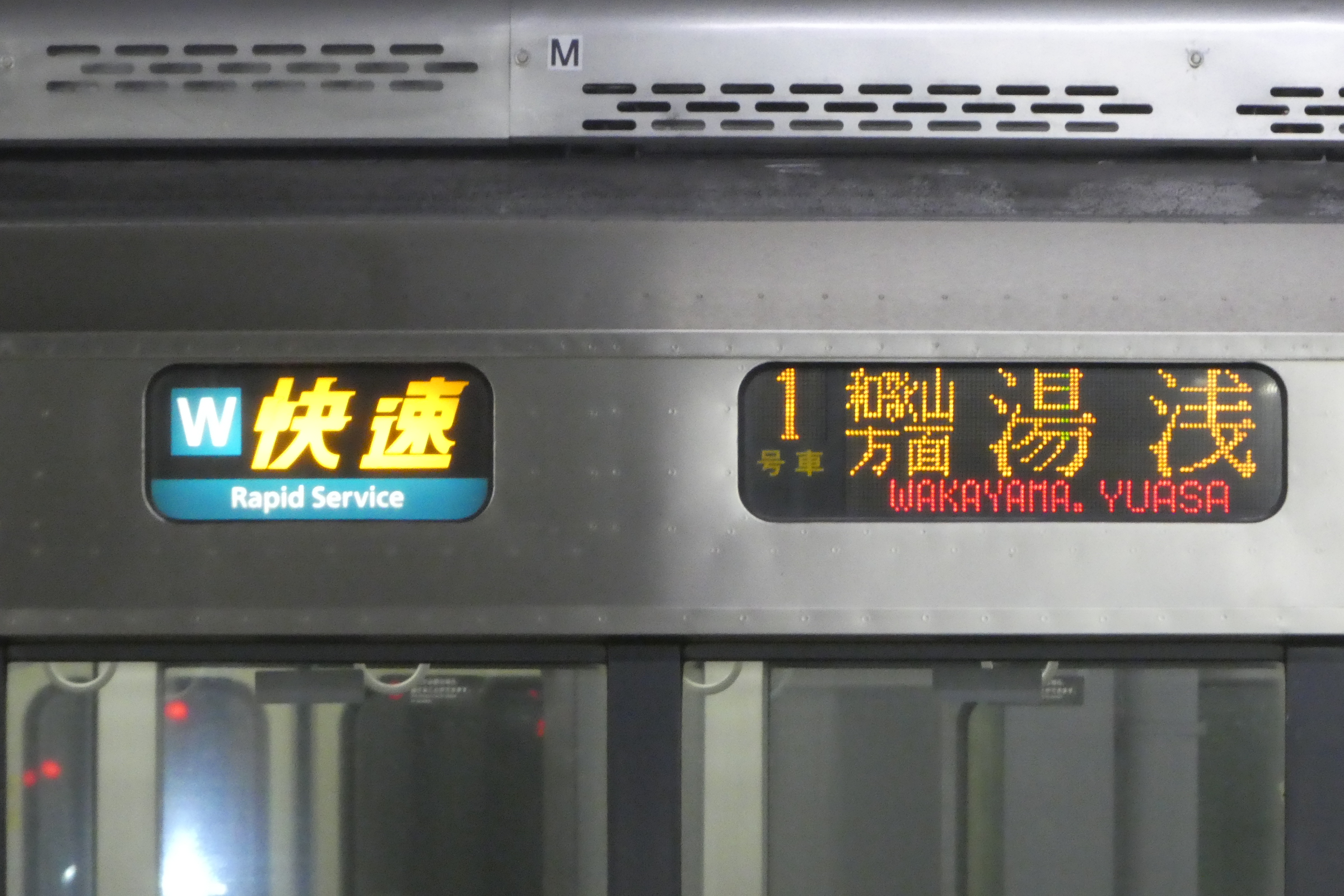
225系5000番台的車種與終點表示器

### 主要設備
採用 125 系和 321 系所用的 0.5M系統 ，也就是所有車廂都是動力車，每節車廂都有行駛所需的設備。225型和224型可根據有無集電弓來區分。

#### 電力與控制設備
車輛控制裝置由三菱電機、東洋電機和東芝製造，以321系使用的WPC15為基礎，考慮到與223系併聯運轉而調整軟體，型號為 WPC15A-G1。

主控制設備為使用了IGBT的VVVF逆變器，使用單臂受電弓（型號WPS28C）。

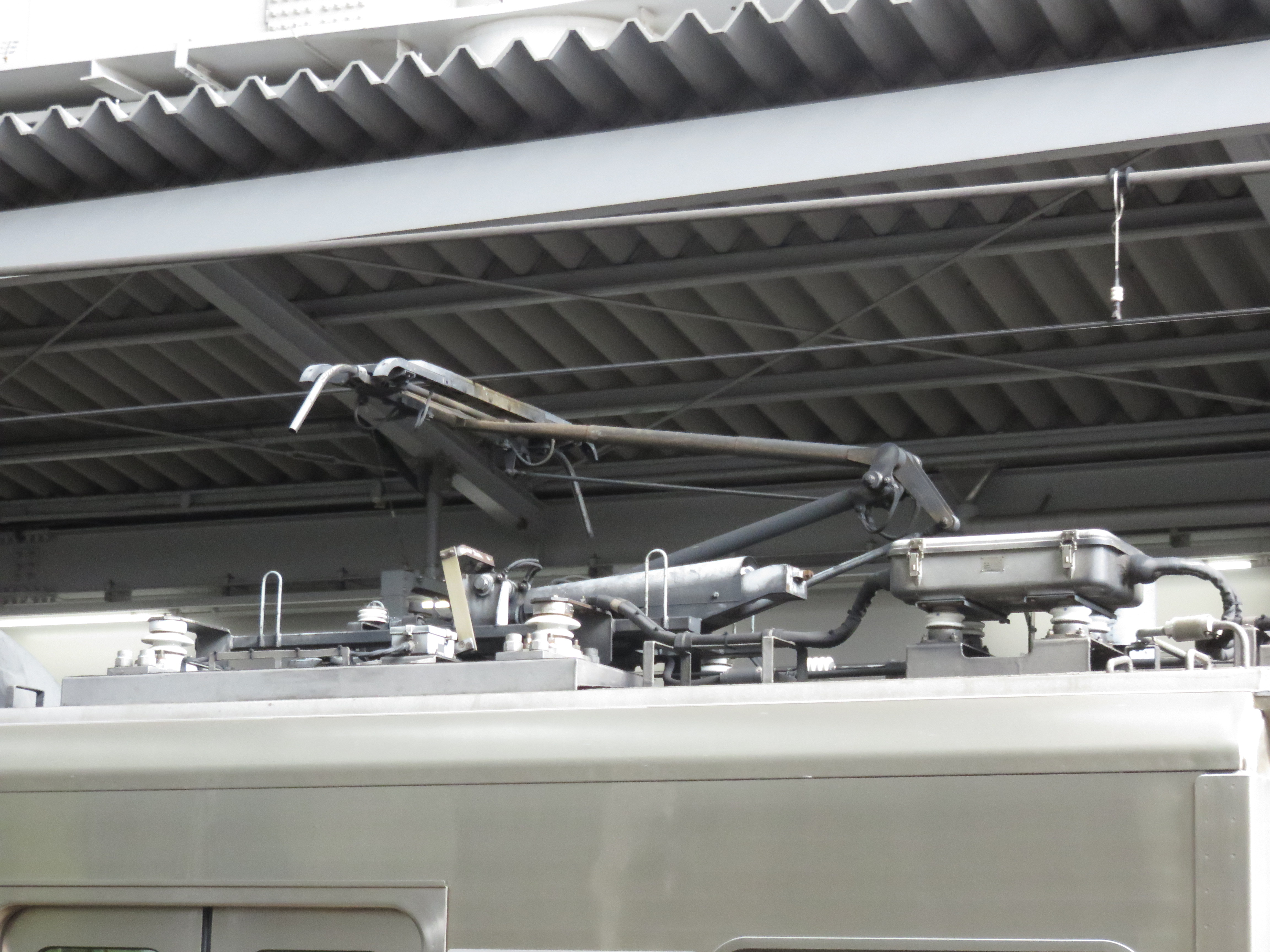
第一批次車（5000番台）的集電弓

每輛車安裝兩部WMT106A鼠籠式三相感應牽引馬達，一小時的額定為270千瓦。本型馬達可改變控制軟體和齒輪比而用於其他車輛。
空調採用裝置於車頂的兩台WAU708，容量超過20000大卡/小時。

#### 轉向架
轉向架採用 223 系和 321 系使用成效良好的無枕梁轉向架，附有偏行阻尼器，每輛車有一個動力轉向架（WDT63A）與一個無動力轉向架。

#### 其它設備
中間車連結器為半永久性設計，先頭車的連結器為配有電氣連結器與自動解連裝置的密著式連結器。
保安裝置除了 ATS-SW 和 ATS-P，還有EB/TE 設備和影音紀錄器。只有 5100 系配備了 EB-N 裝置與車輛異常行為檢測系統。警笛則為音樂喇叭，安裝在駕駛室下方。。車種表示器是捲簾式，終點指示器則是三色LED顯示。

### 內裝
基本結構與223系相同，車門之間有五排可轉換方向的橫排座椅，間距910mm，車廂兩端（駕駛室與廁所除外）則有固定面向車尾的橫排座椅，座位安排與223系列相同，0、100、6000系有輔助座位。5000和5100系考慮到機場交通和高峰時間容量，座位配置為1+2，無安裝輔助椅。0、100和6000系使用暖色系椅套，5000和5100系使用冷色系椅套。扶手加大並改為橙色，以便在緊急情況下容易抓握，且造型彎曲以分散旅客撞擊到扶手時的衝擊力。吊環把手每輛車裝有124條，相較之下223系僅有80條。

優先座位周圍以綠帶清楚劃分，配合新的無障礙法，廁所的設計也有變化，輪椅空間也從223系的一個增加到了兩個。乘客門內部增加了一條黃線，門楣上安裝了兩個門開/關燈，且裝有半自動門的開關。

廁所為真空吸引式。駕駛室的區隔構造與125系第三批次、223系5500番台、521系、KiHa 122、127系列等相同，隔斷門為推拉式門。5000系、5100系有自動廣播設備，車內有液晶顯示幕，在 2016 年以後可顯示日文、英文、中文、韓文。

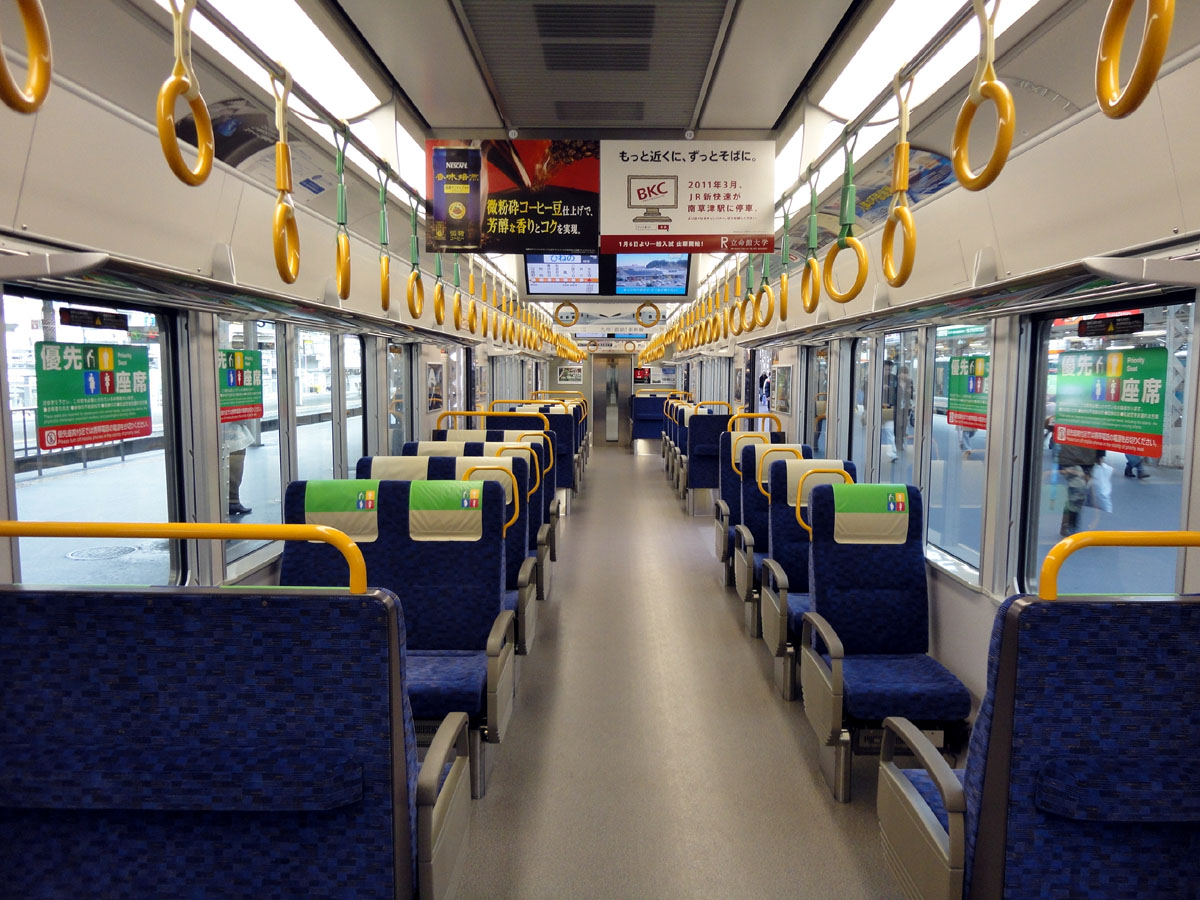
客室（5000番台）
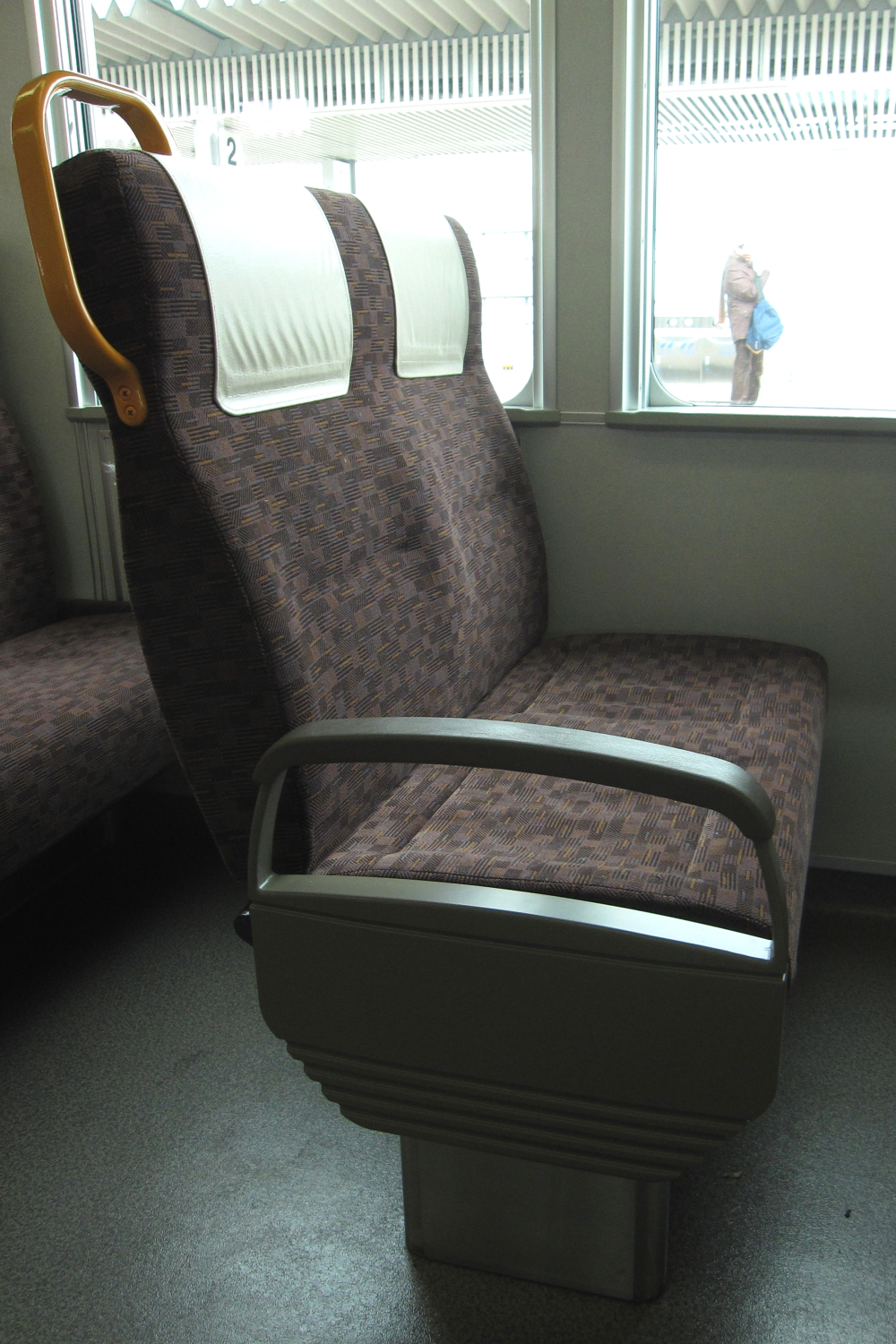
0番台的座位
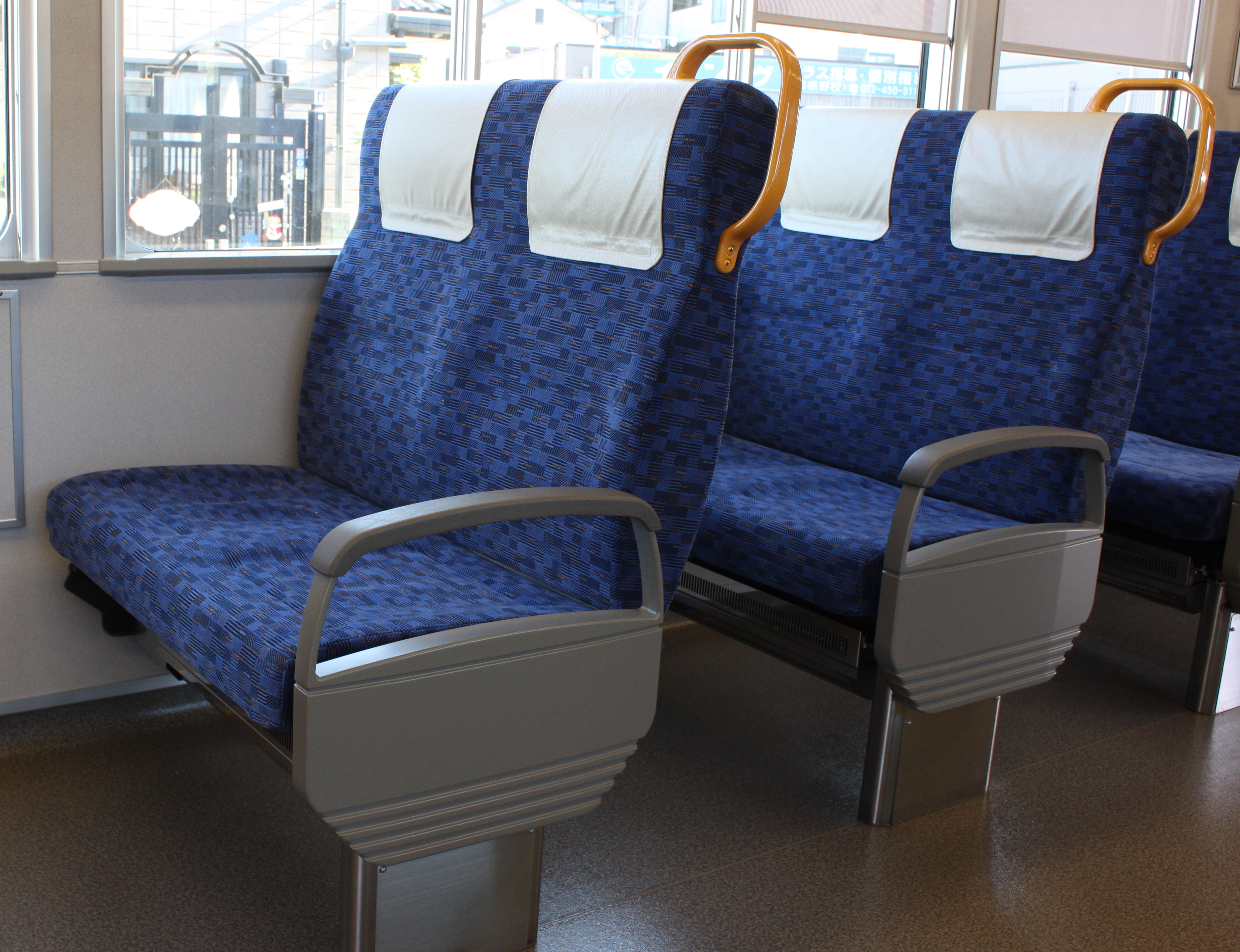
5000番台的座位（2人座位）
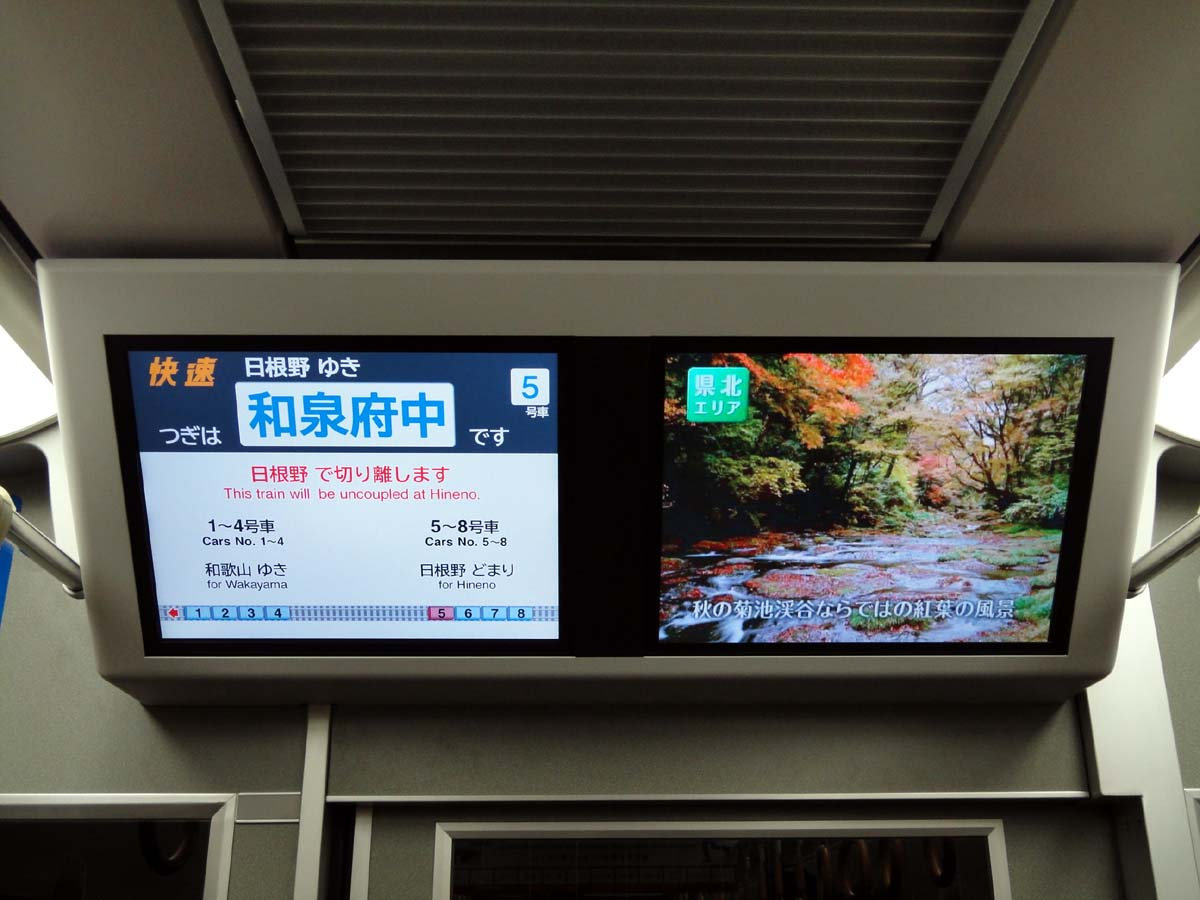
225系車内的資訊顯示幕
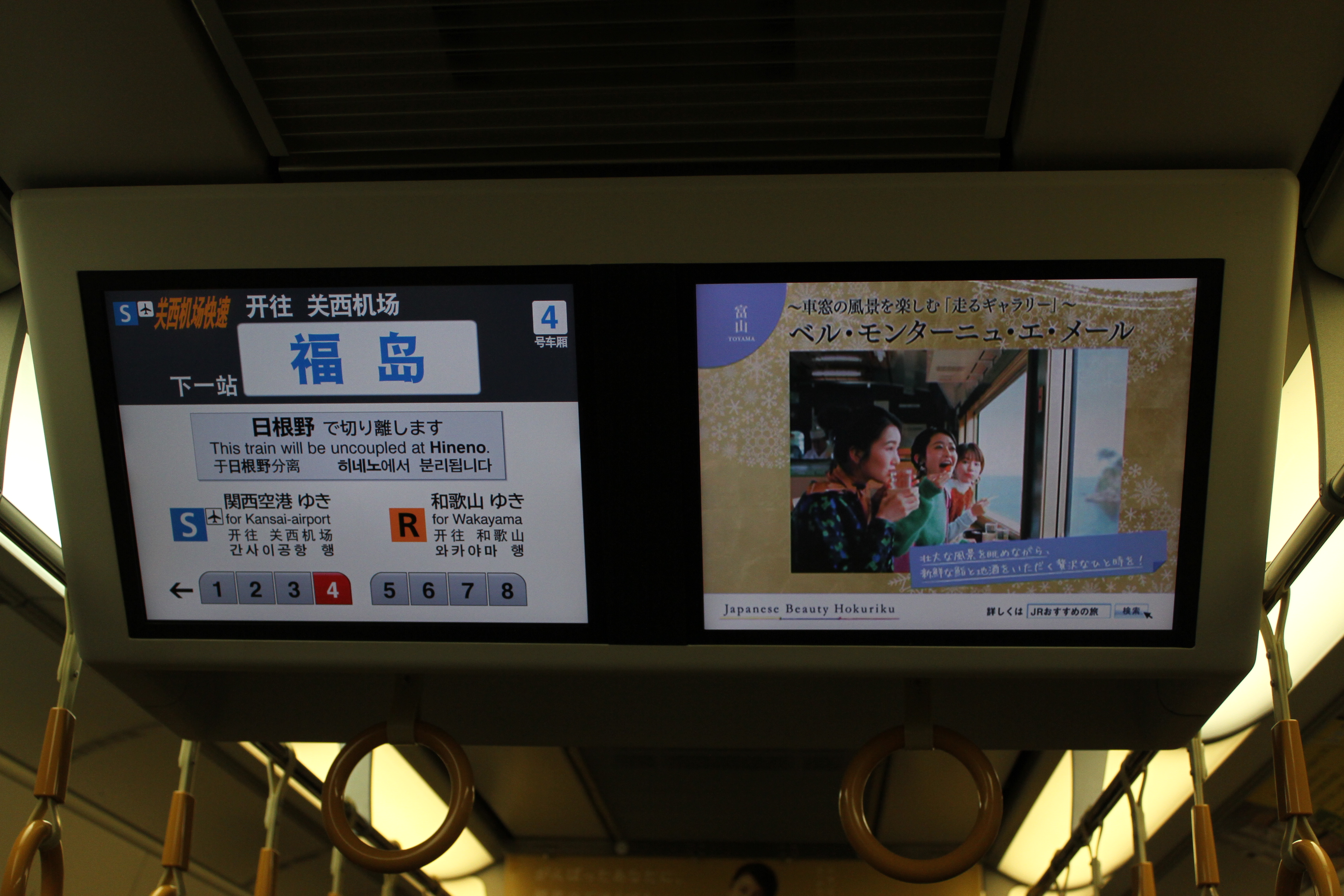
車內顯示幕，可顯示中文與韓文
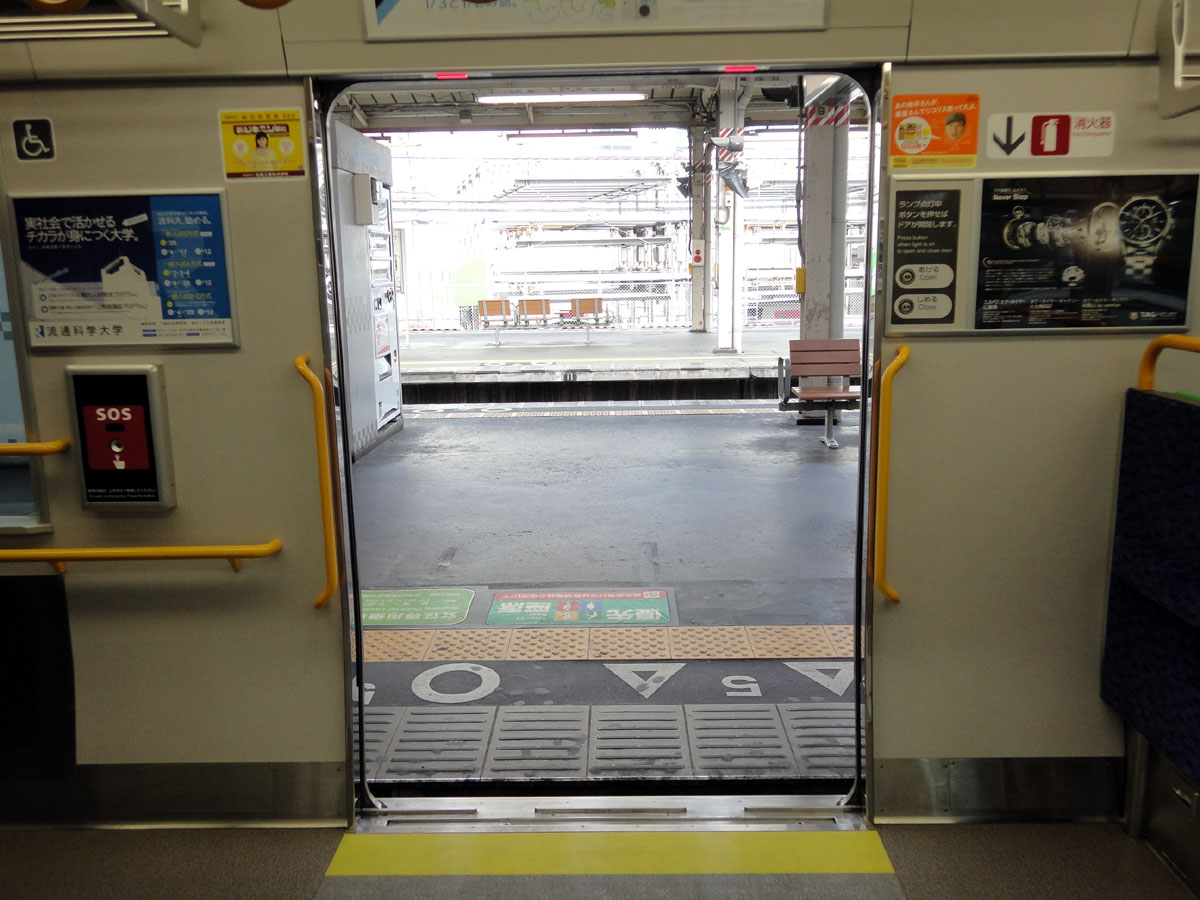
乘客門
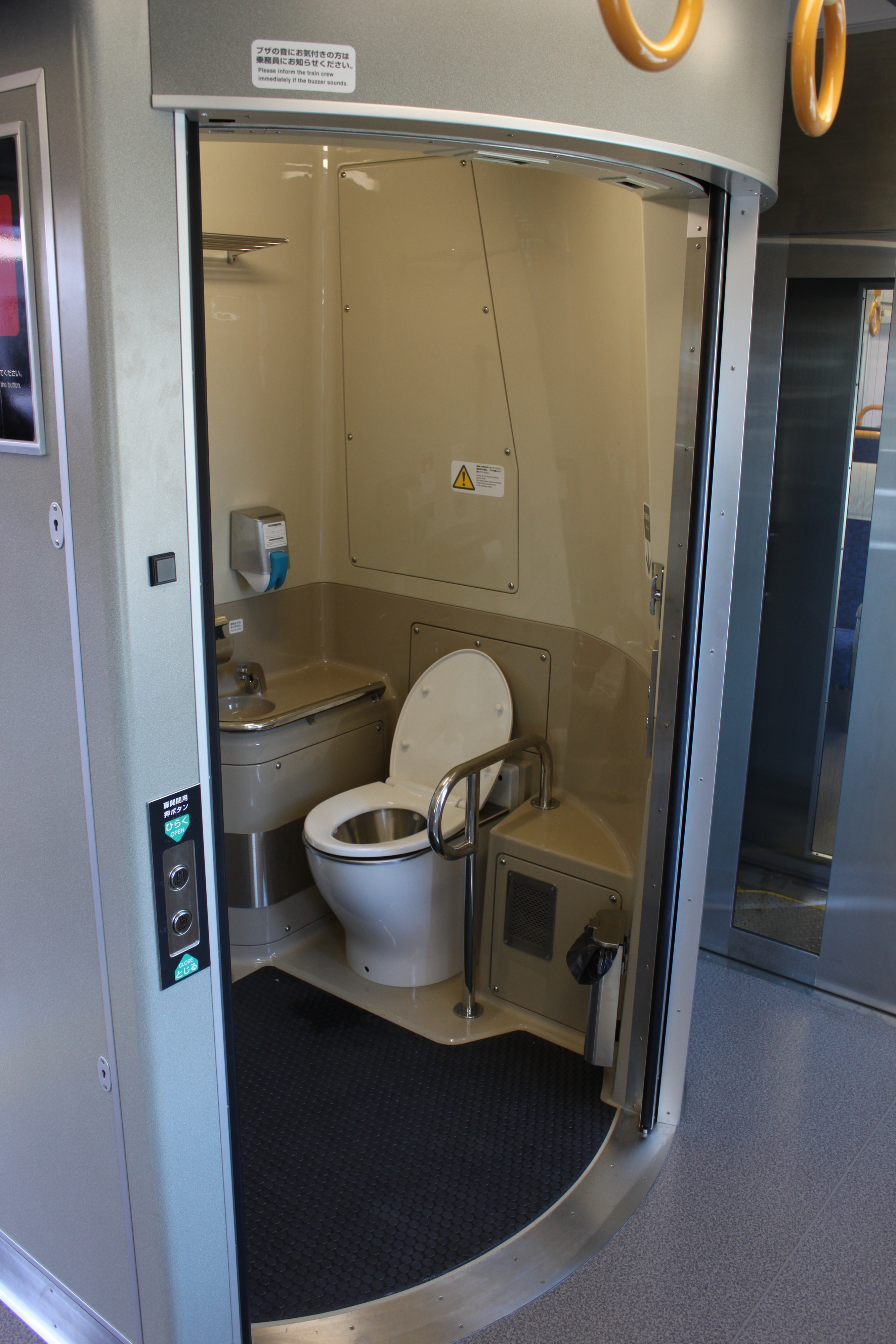
大空間的無障礙廁所

#### 乗務員室
主控制器採用221系上實績良好的橫軸雙桿式控制器，駕駛員側安裝兩個雨刷（包括一個備用），助手側安裝一個雨刷，而貫通門上還有一個雨刷。

### 第二批次的變化
車体外観
- 端面形狀與227系與521系第三批次一樣，僅有前擋風玻璃尺寸不同。車廂之間附有防墜罩。[24]
- 川崎重工所製車輛的字體筆畫較粗。

主要機器
- 編組安裝一個備用受電弓，另一個集電弓為二合一設計弓。
- 配備車門防誤操作裝置、車門夾傷檢測功能、車輛異常行為檢測裝置。
- 車種／目的地指示器更改為與 227 系列一樣的全彩 LED顯示幕。

室内
- 採用直管型 LED 燈照明，取消燈罩。

- 端面貫通門新設輔助桿。

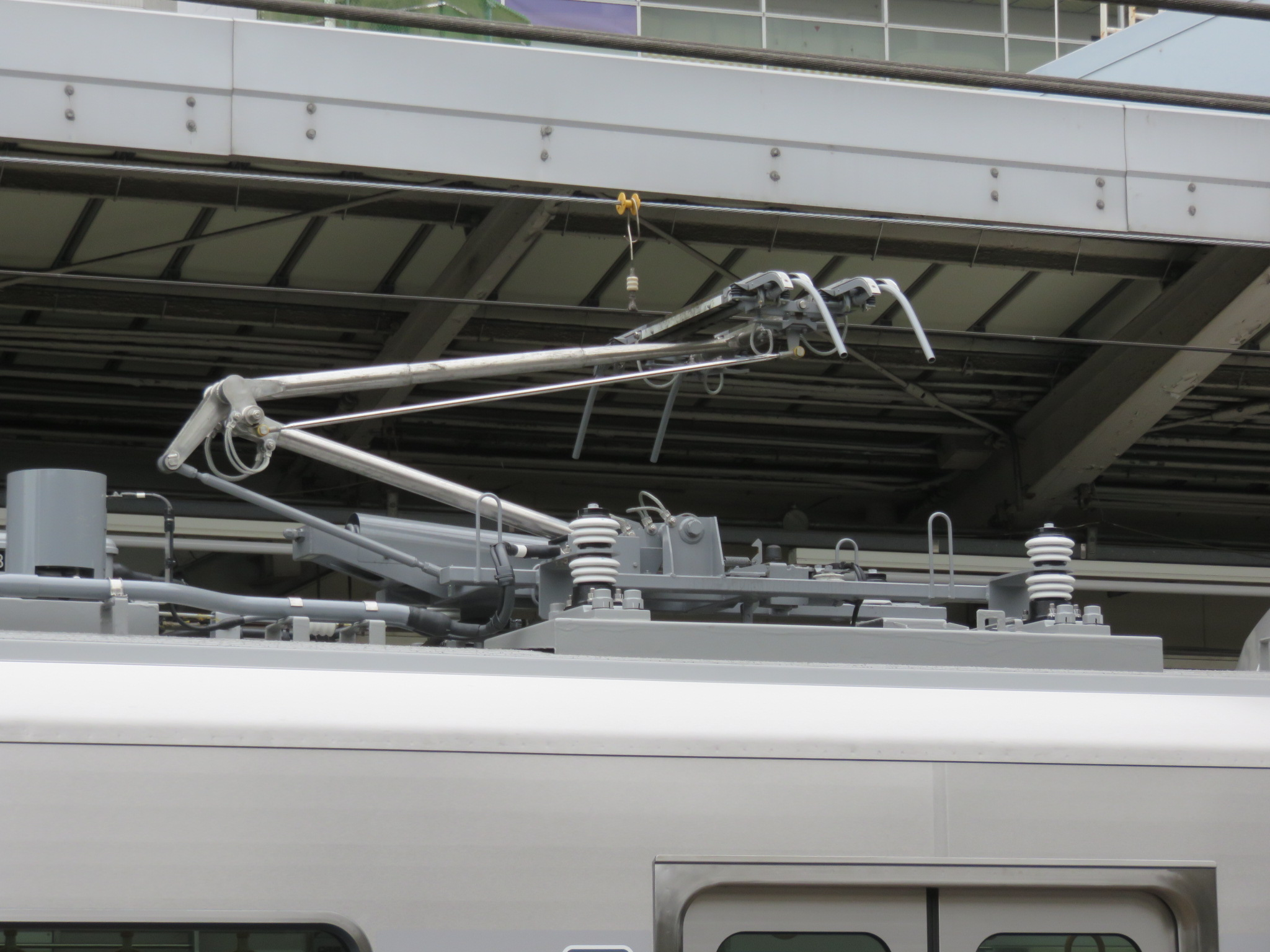
第二批次車的集電弓
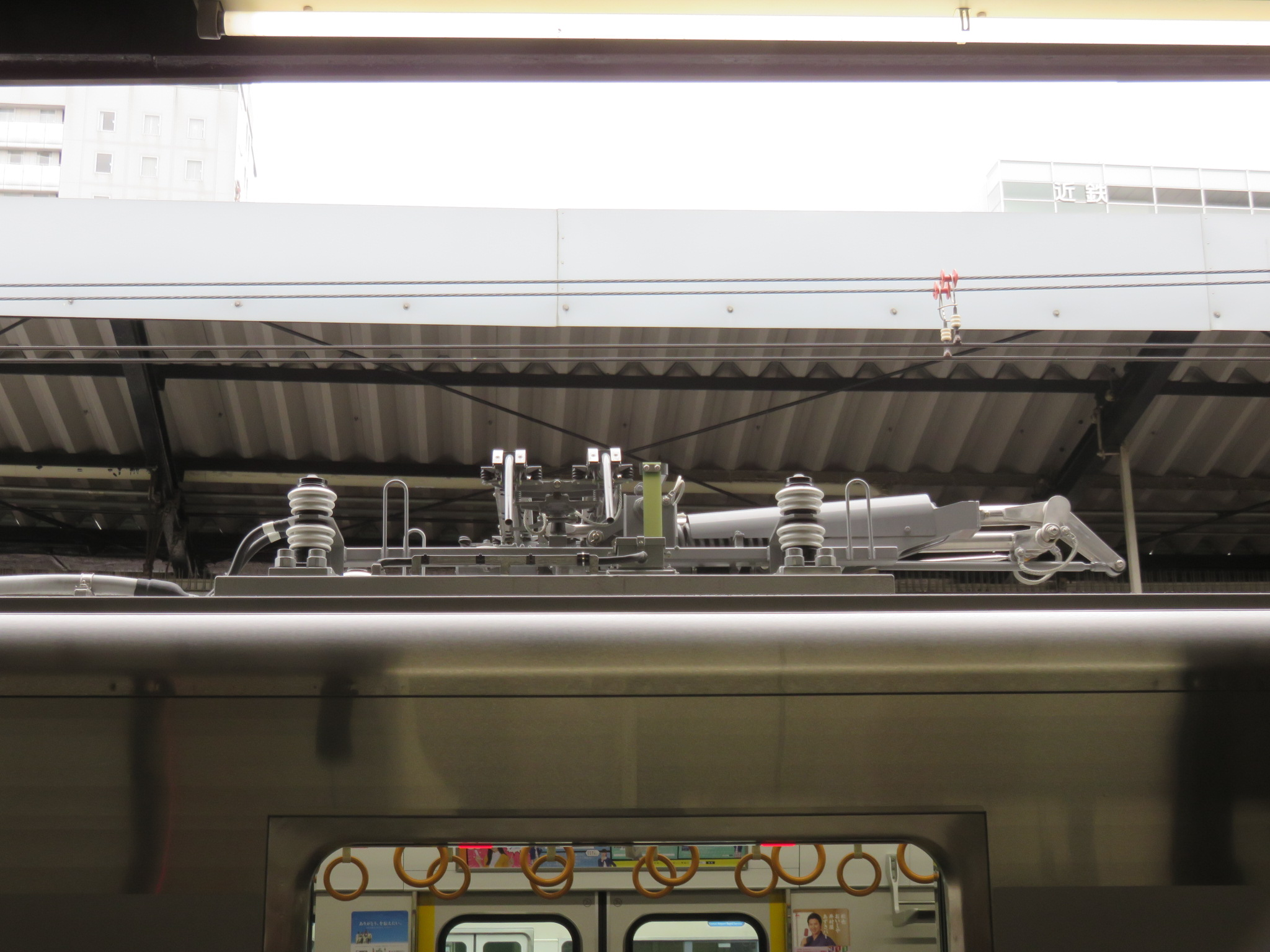
第二批次車的備用集電弓
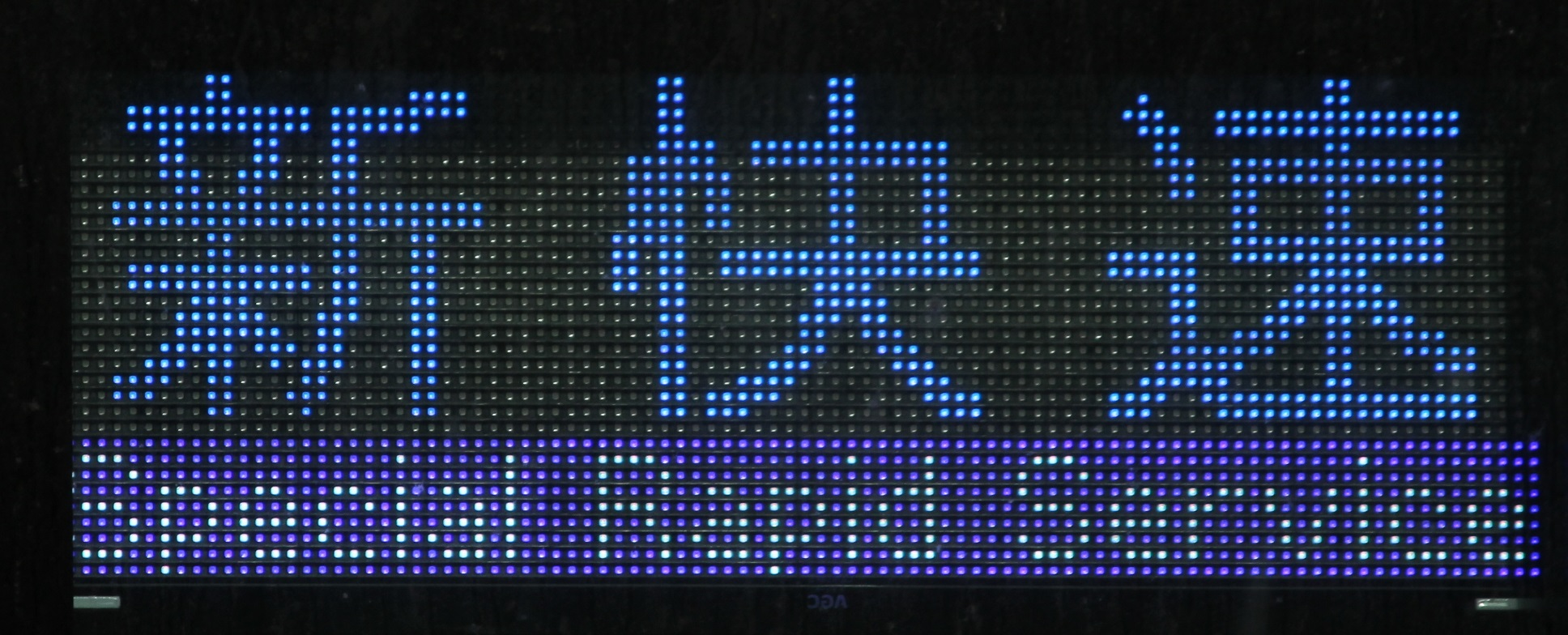
225系100番台的車種與終點表示器

## 番台

### 0番台
以行駛東海道・山陽本線、湖西線、北陸本線、赤穂線的新快速・快速為目的而引入的系列。
新制车的配置为网干综合车辆所。最高速度为130km/h，4节编组的编组记号为U，8节编组的编组记号为I。以前配置在该处的6节车厢的编成记号是L。

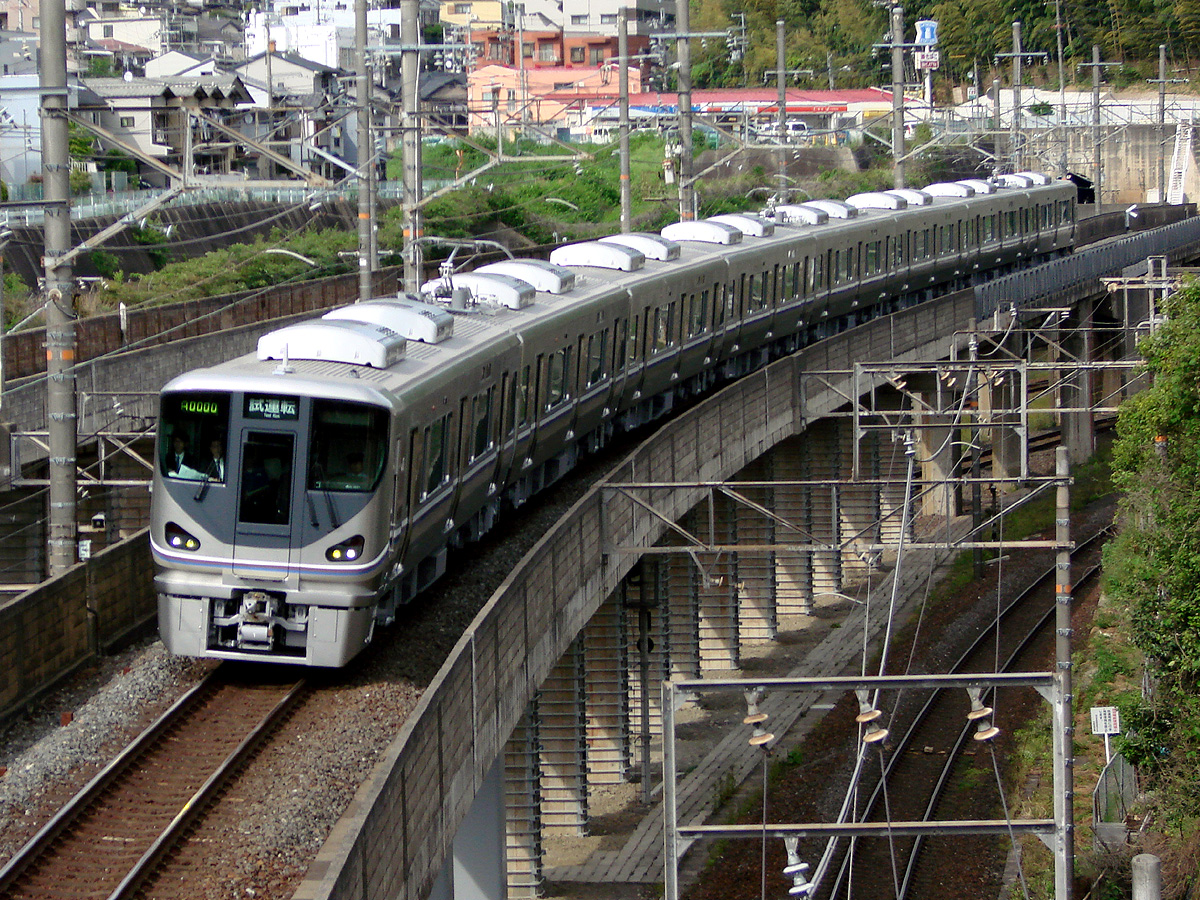
防墜落罩設置前的0番台

### 100番台·700番台
2016年起製造的0番台小改款車。編成記號与0號臺相同。 车头除了前面玻璃尺寸，形状大体是以227系和521系3次車為基础的設計，從落成時就安裝了先头车的跌落防止車篷。川崎重工制車輛的編成貼紙變更為文字更粗的。

#### 2次車
在2017年3月4日的時刻表修改中，作為平日新快速12節車廂的增强以及吹田綜合車輛所奈良支所的103系的置換被導入。

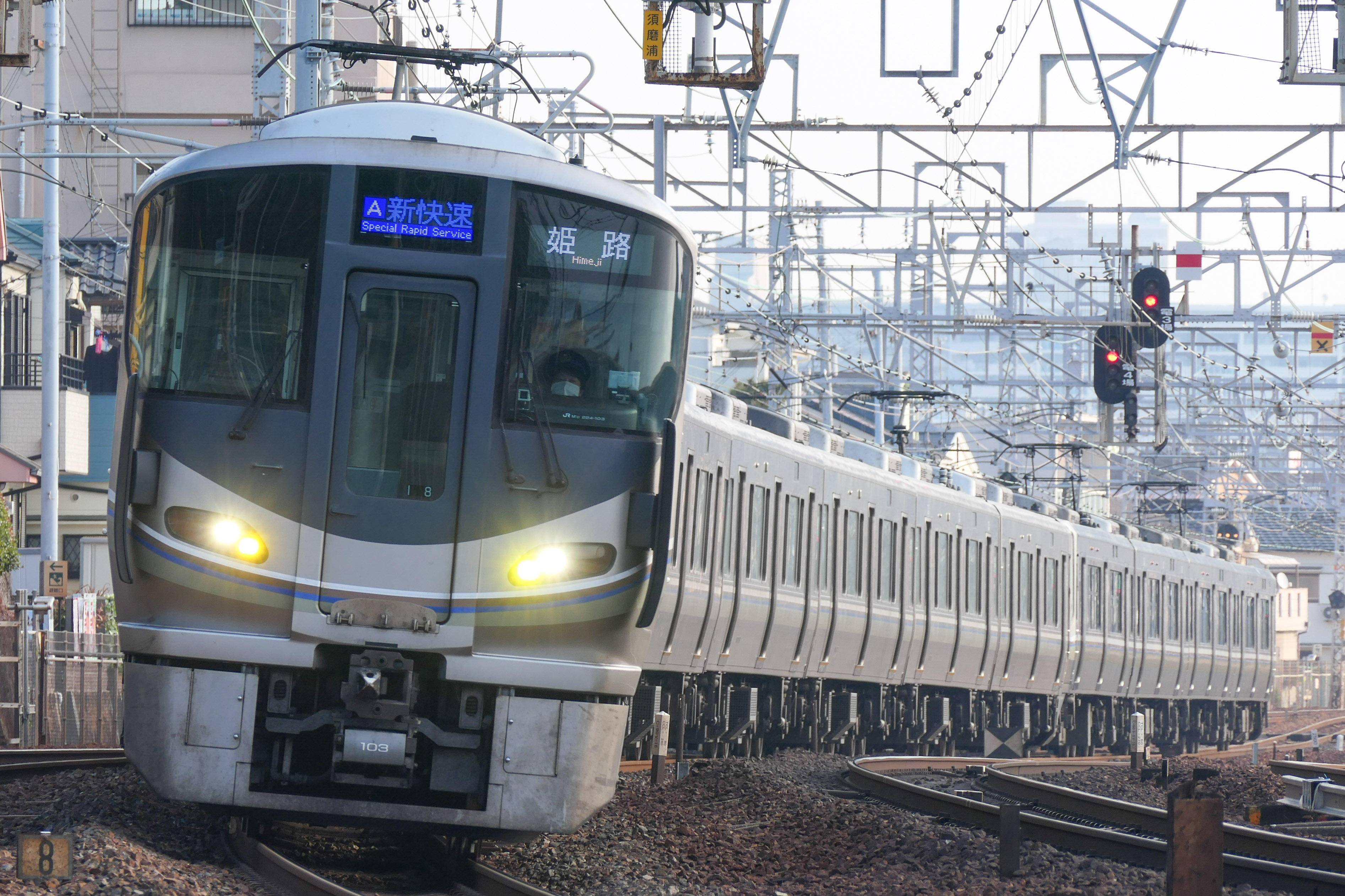
2次車的I8編成
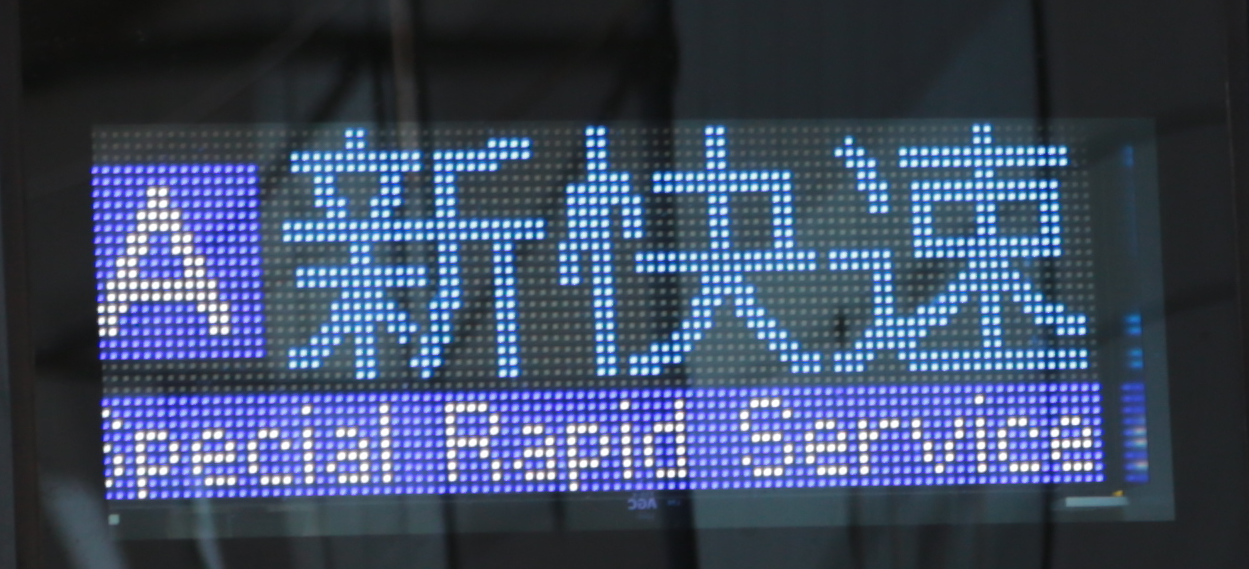
全彩色LED列车种别幕
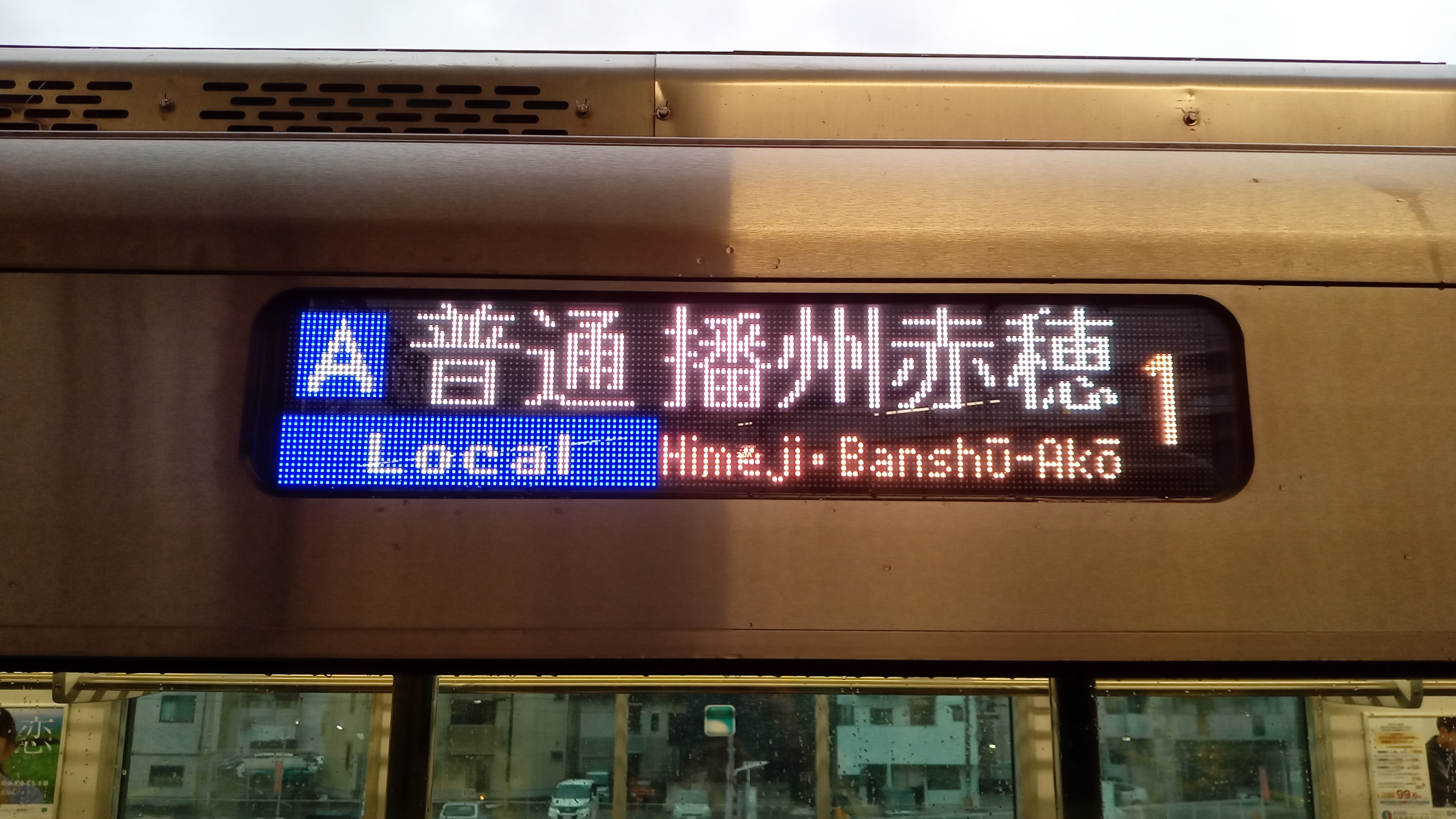
全彩色LED側面方向幕

#### 3次車
於2020年2月的例行社長會面，JR西日本發表了會追加製造本系列144輛，以替換吹田綜合車輛所奈良支所的201系，打頭陣的是8輛編成1列（I10編成），於2020年6月9日由近畿車輌出場，進行試車。

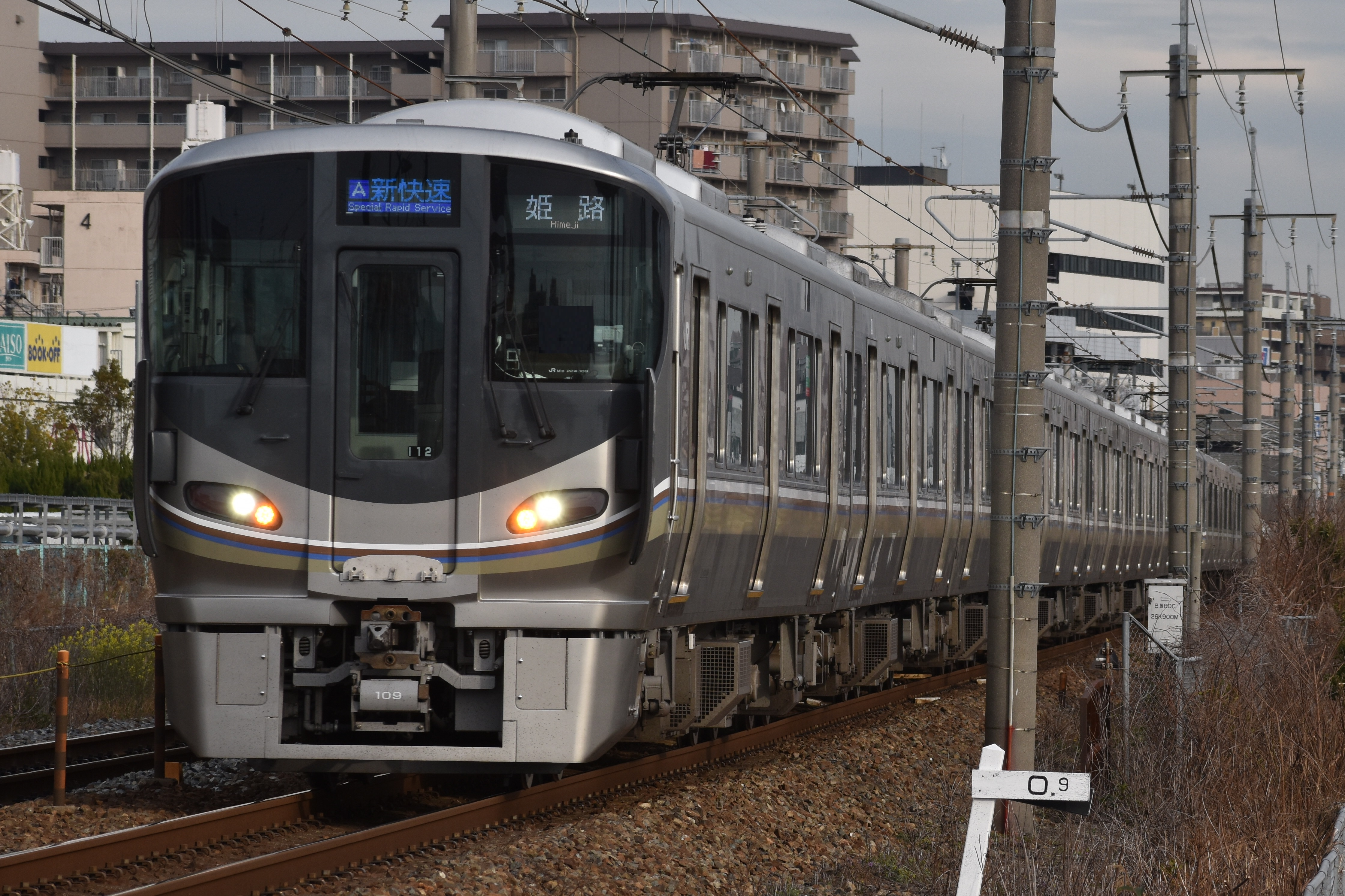
3次車的I12編成
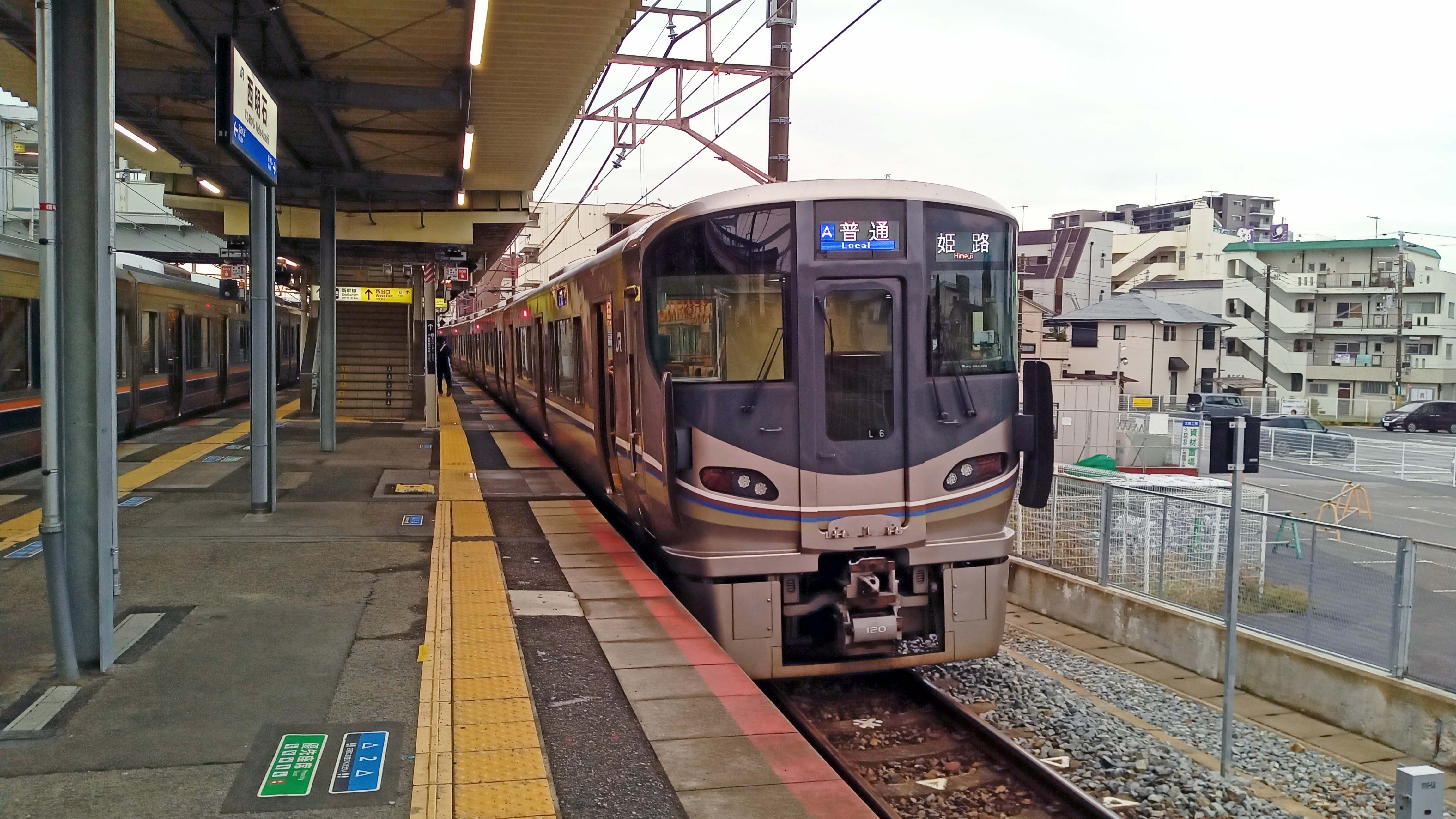
2021年度起登場的L編成(第2代)

#### 4次車
因應JR西日本於2023年時刻表更新時會加強付費指定席A Seat列車服務，故新造兩列四輛編成列車。普通車與3次車不同的是出廠時已經裝上車輛監察裝置及削減了輪椅空間照顧者的座位，至於為A Seat車卡的クモハ224形則另立新番台，為100番台·700番台。

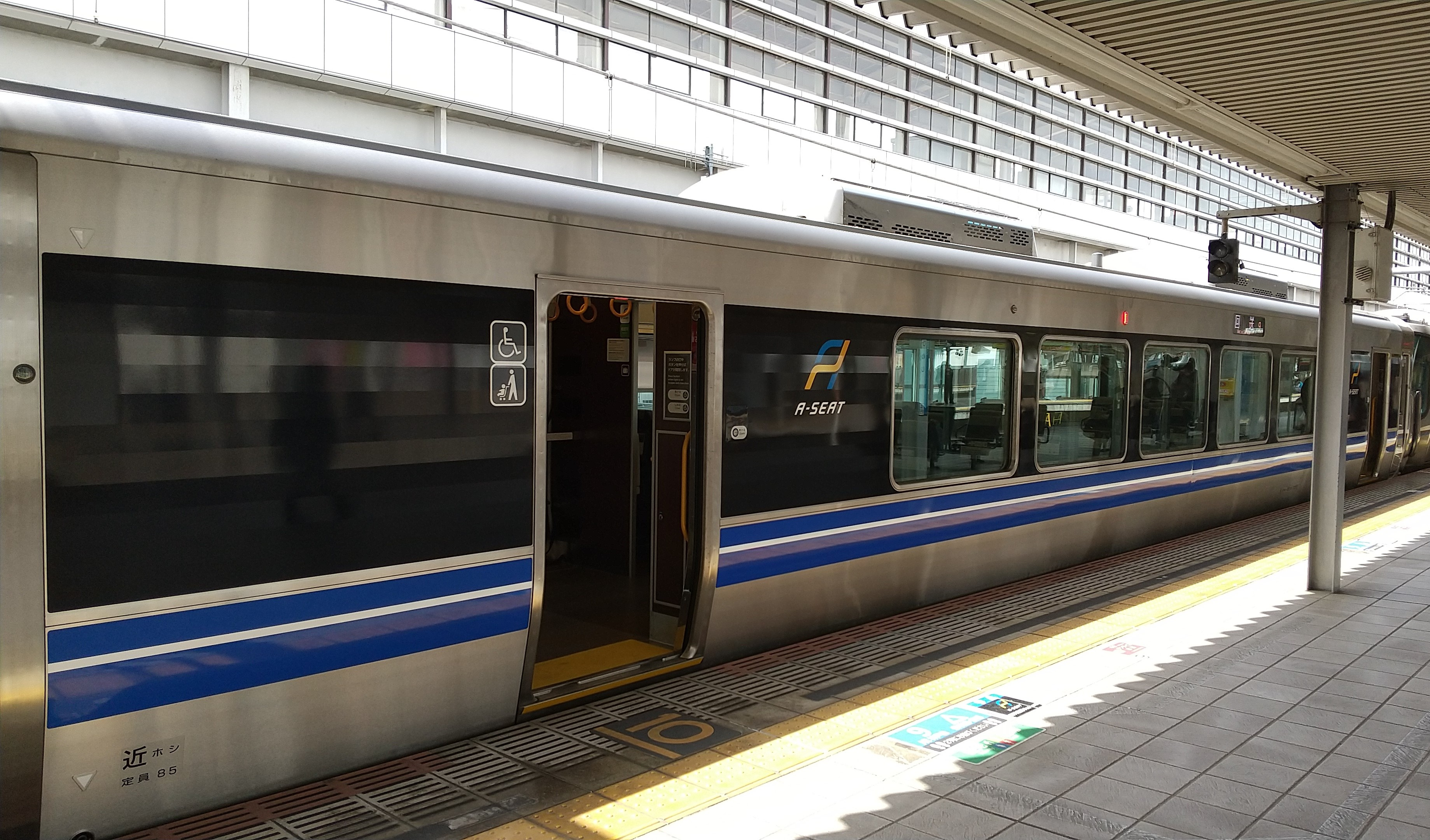
4次車700番台的クモハ224-701
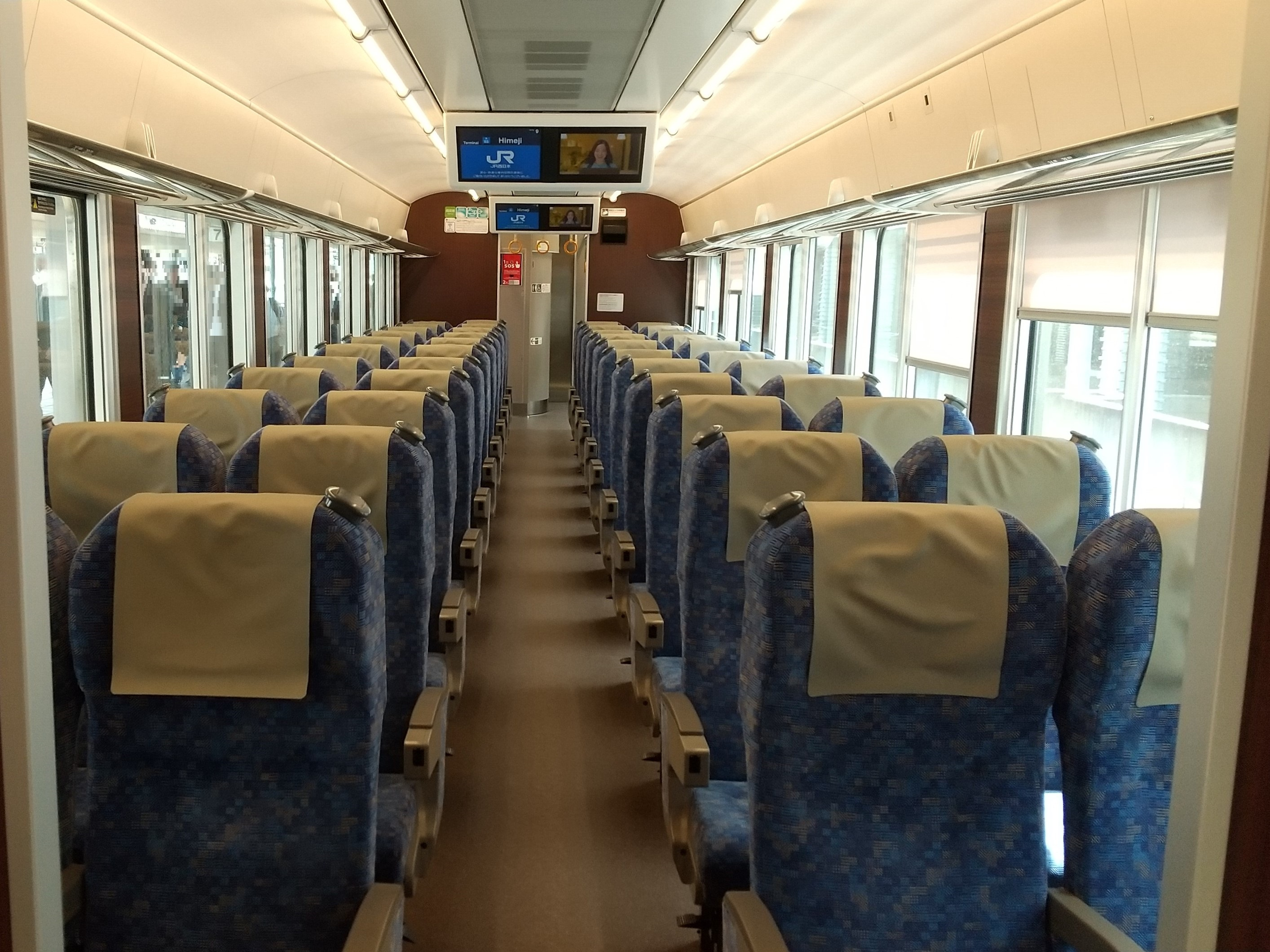
4次車700番台的クモハ224-701車内

### 5000番台
為了替換行駛阪和線部分快速列車的103系及113系，以及騰出奈良電車區所屬的221系而引入的系列。為了與223系0・2500番台共同於紀勢本線（紀國線）運行，2年間合計新製配置116輛到日根野電車區。考慮到會與223系0・2500番台併結，最高速度設為120km/h。

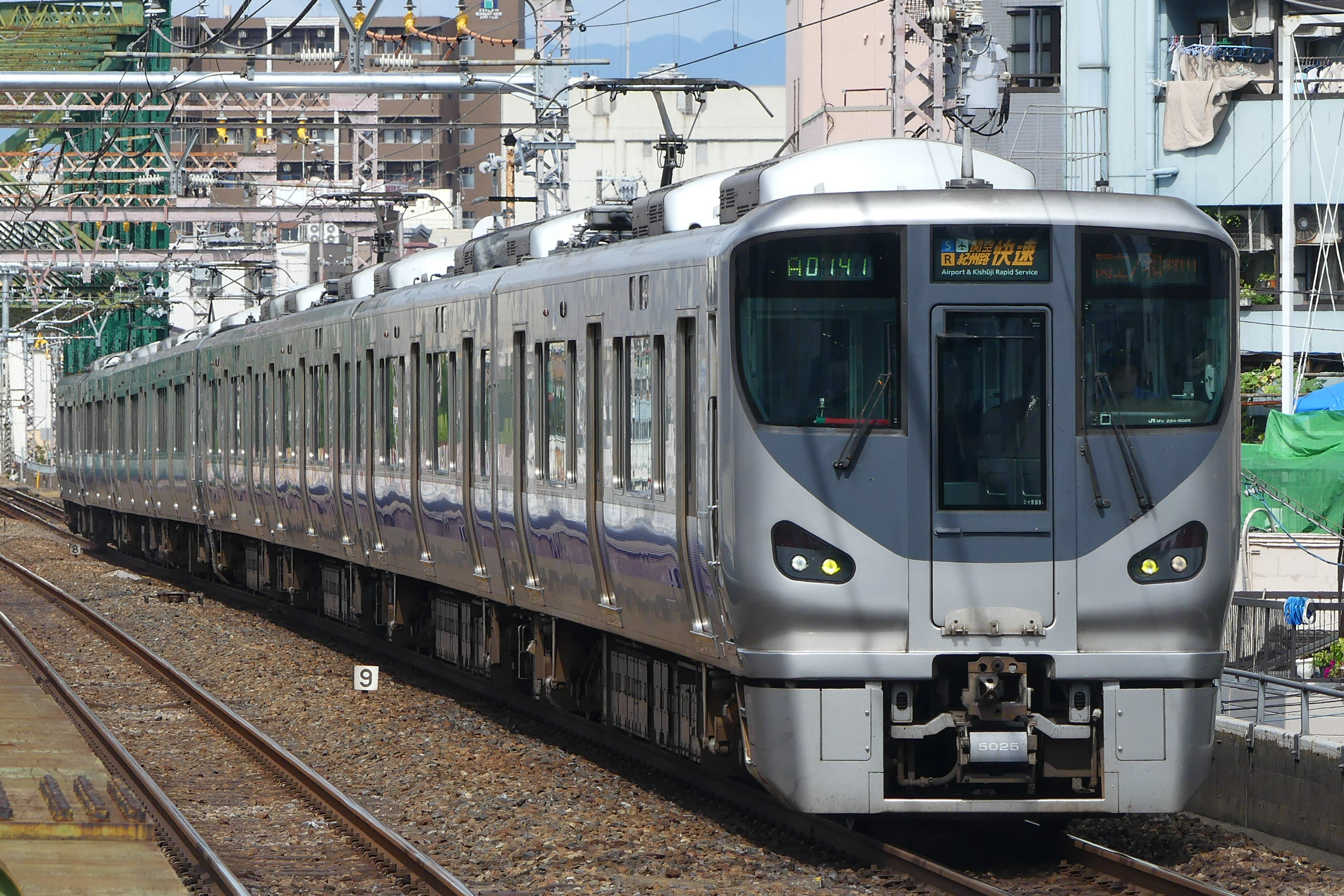
防跌落車篷設置前的5000番臺

### 5100番台
2016至2017年起製造的5000番台小改款車。於2015年4月30日公佈的「JR西日本集團中期經營計劃2017（更新版）」披露，以替換阪和線的103系・205系。製造了14列4輛編成及11列6輛編成，共122輛。

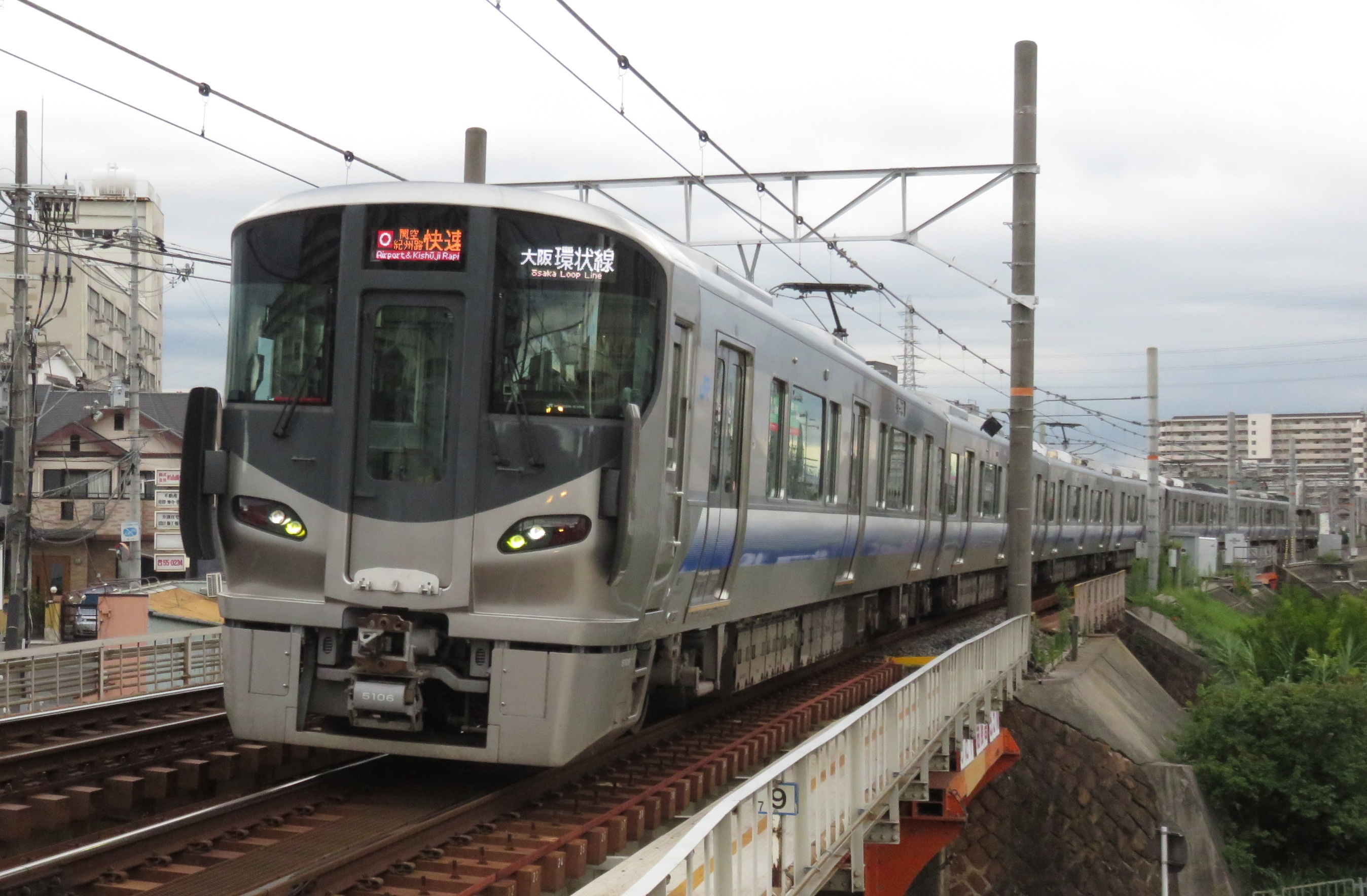
行走關空・紀州路的快速4輛編成 （2016年9月 淺香站）
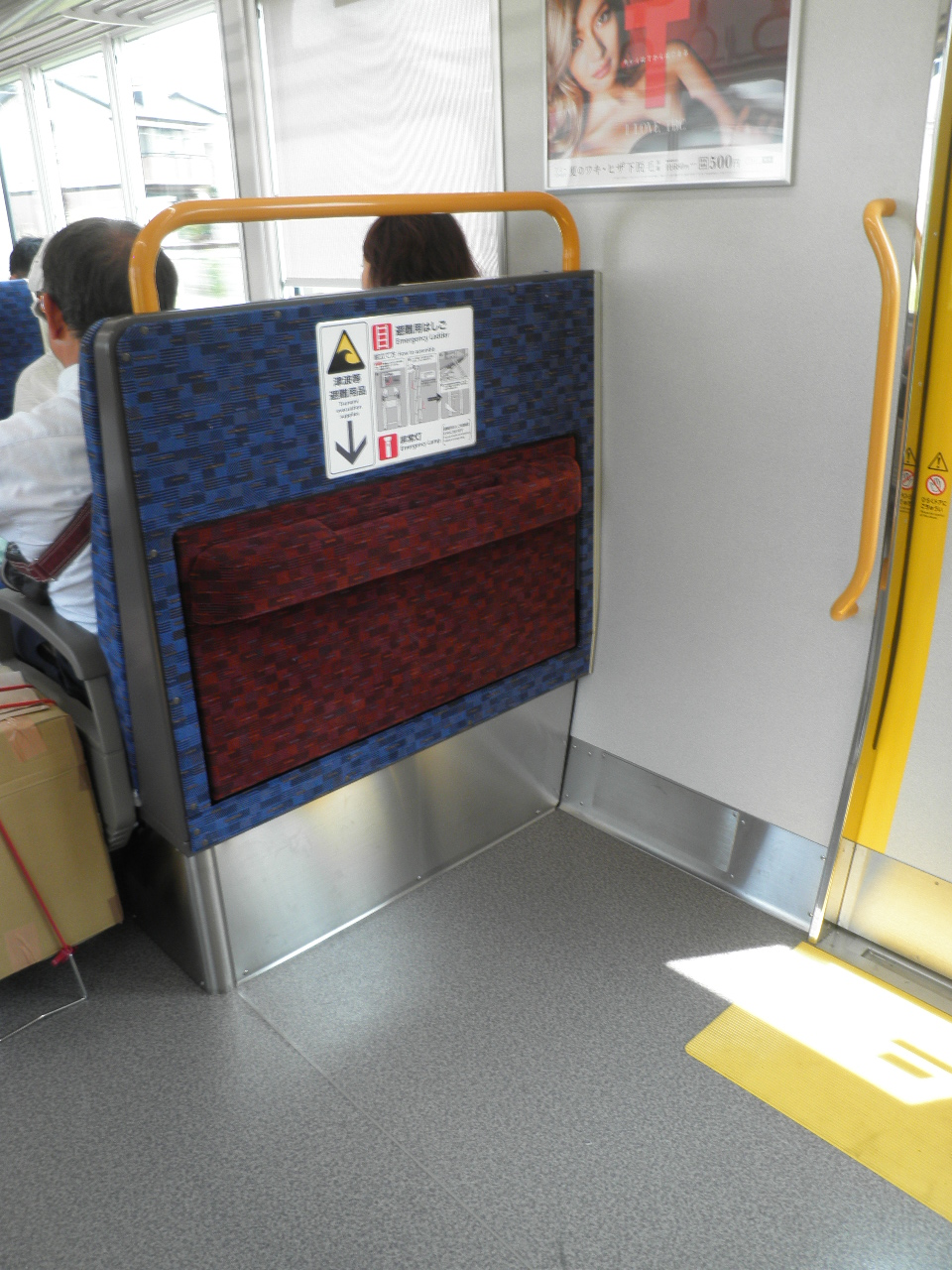
海嘯避難用樓梯收納場所
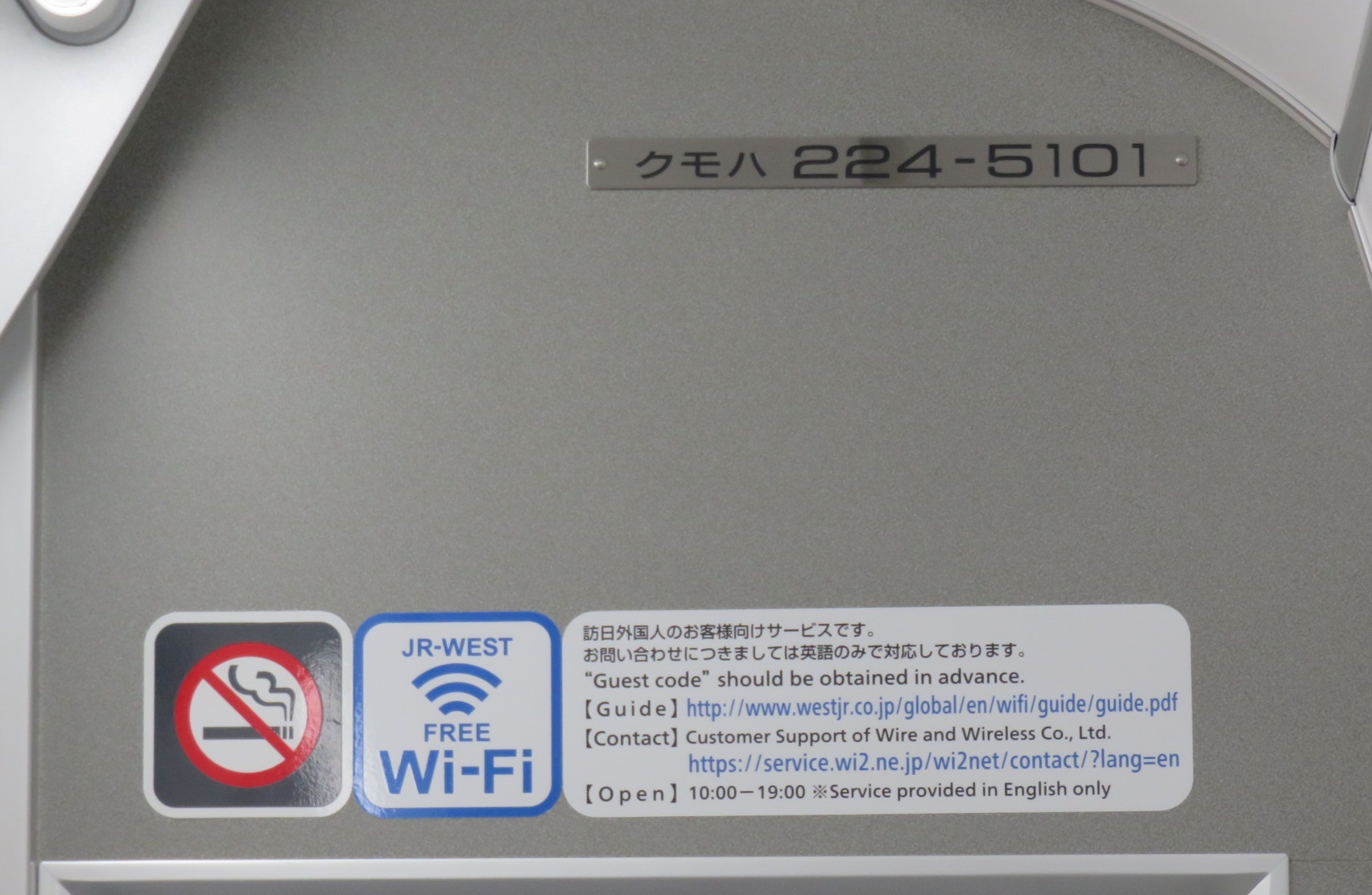
公眾無線網絡（Wi-Fi）資訊
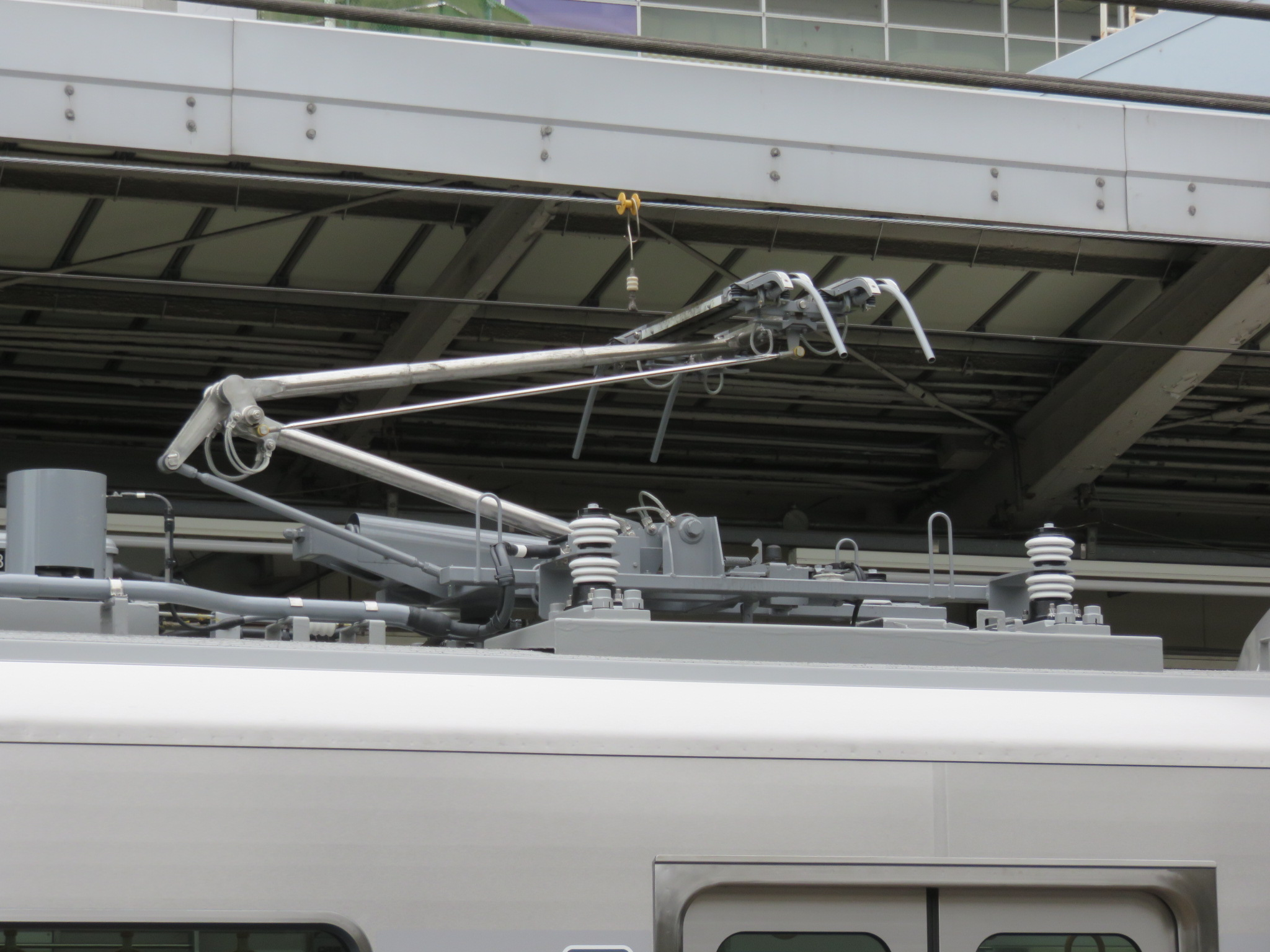
2次車的集電弓

### 6000番台
為了從2012年3月17日時刻表修改起，替換行駛福知山線（JR寶塚線）的113系・221系，而引入的番台區分。由網干綜合車輛所轉配全部0番台6輛L編成，及4輛Y編成3本（Y2・Y4・Y6編成），到宮原綜合運轉所。改稱6000番台。

考慮到運用的線區，將最高速度變更為與221系同等的120km/h，先頭車（クモハ225形・クモハ224形）前面貫通門的下部及側面乗務員門的下部塗上橙色線以便區分。雖然223系的5500番台及6000番台能與221系併結行駛，然本系列則不能與221系併結行駛。

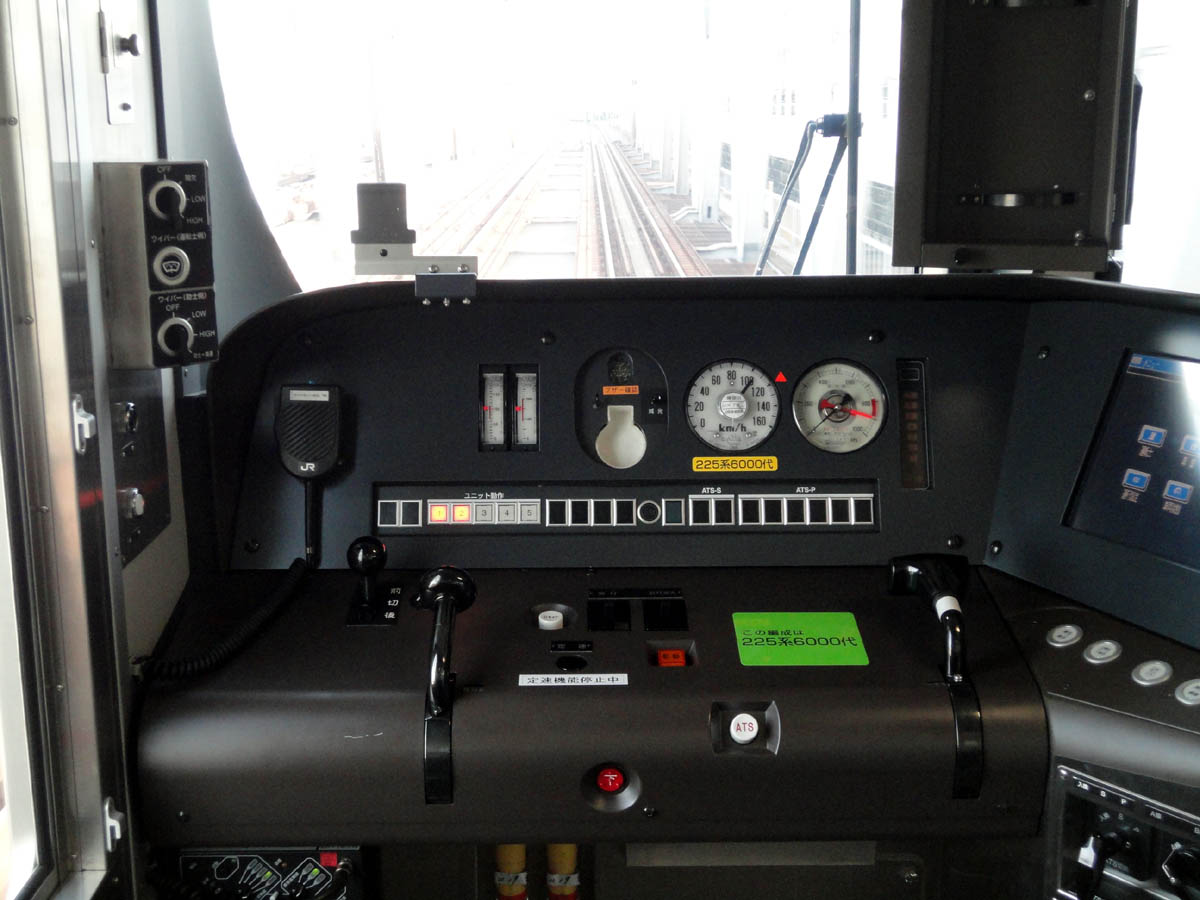
6000番台的駕駛台

## 營運路線

### JR西日本

#### 網干綜合車輛所
- 東海道本線·山陽本線（琵琶湖線·JR京都線·JR神戶線）：米原站 - 上郡站
- 北陸本線（琵琶湖線）敦賀站 - 米原站
- 湖西線：全線
- 草津線：全線
- 赤穗線：相生站 - 播州赤穗站

#### 網干綜合車輛所宮原支所
- 東海道本線：大阪站 - 尼崎站間
- 福知山線（JR宝塚線）：全線

#### 網干綜合車輛所日根野支所
- 阪和線・關西機場線（関空快速・紀州路快速）
- 大阪環狀線（関空快速・紀州路快速）
- 紀勢本線（周参見 - 和歌山）

### JR東海
- 東海道本線（米原 - 大垣）

2016年3月26日時間表修訂後，JR西日本的列車不再進入JR東海的路線。